# Lista de bandeiras de Portugal

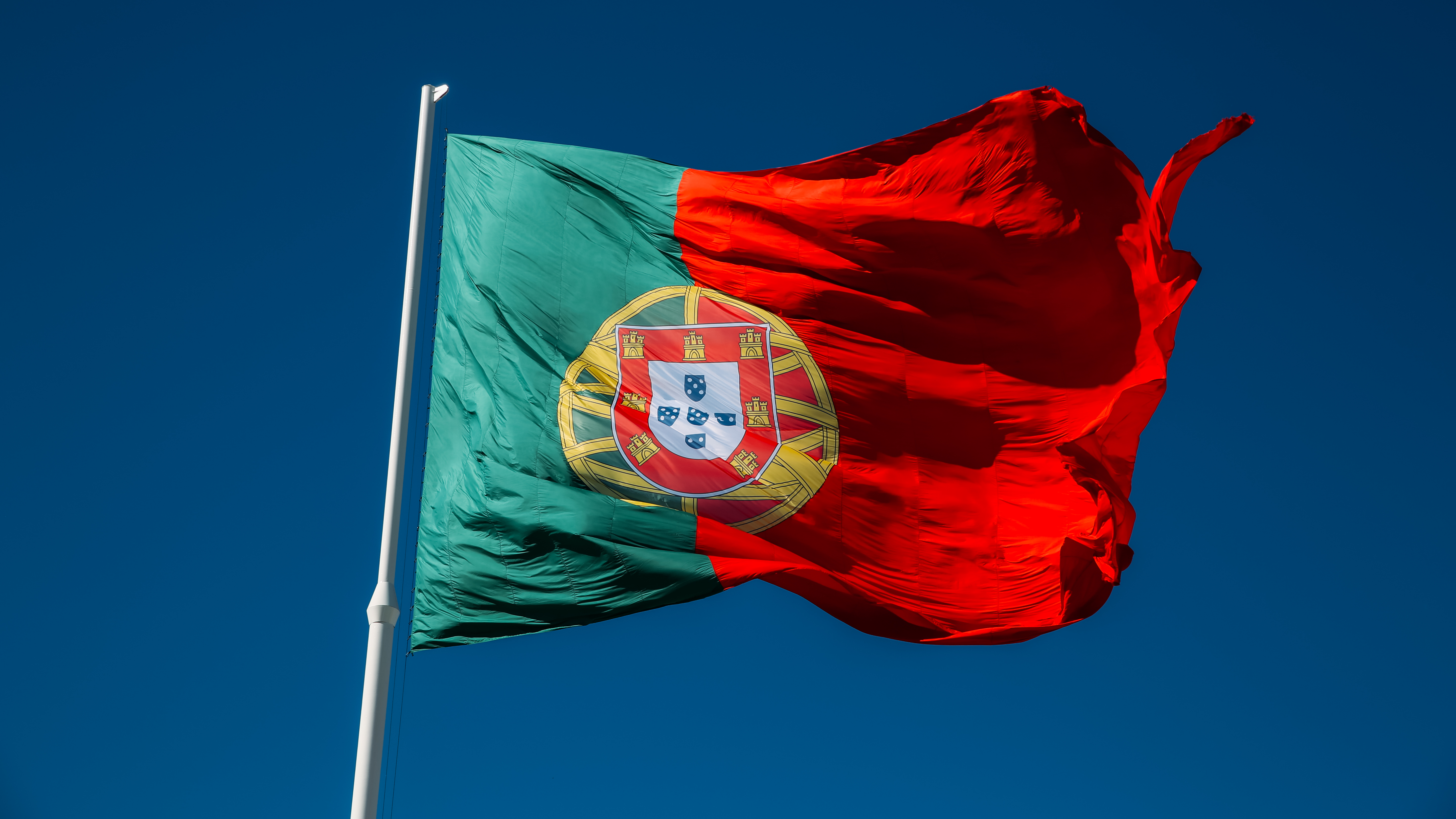
Atual bandeira de Portugal, desde 1911.

Lista sinóptica de bandeiras históricas e contemporâneas de origem portuguesa.

## Bandeira nacional
| Bandeira | Data                                                                    | Uso               | Descrição |
| -------- | ----------------------------------------------------------------------- | ----------------- | --- |
|          | 1 de dezembro 1910 (de facto) / 19 de junho 1911 (de jure) – atualidade | Bandeira Nacional | Bandeira retangular com as proporções 3:5. Campo partido de verde escuro e escarlate (vermelho), ocupando o verde dois quintos do campo e o escarlate o restante, tendo ao centro e sobreposto à união das cores o escudo das Armas Nacionais orlado de branco, assente sobre a esfera armilar de amarelo avivada de negro. |

## Bandeiras das regiões autónomas
| Bandeira | Data            | Uso                                    | Descrição |
| -------- | --------------- | -------------------------------------- | --- |
|          | 1979 - presente | Bandeira da Região Autónoma dos Açores | Bandeira retangular com as proporções 3:5. Campo partido de azul escuro e branco, o primeiro ocupando dois quintos do comprimento e o segundo ocupando o restante, brocante sobre a linha divisória um açor voante de forma naturalista estilizada e por cima deste e em semicírculo, nove estrelas com cinco raios, tudo de ouro, o escudo de Portugal no cantão superior junto à tralha. Esta bandeira consiste numa variante da bandeira autonomista açoriana do final do século XIX, a qual por sua vez se baseava na bandeira nacional de Portugal utilizada entre 1830 e 1910, que historicamente foi pela primeira vez arvorada em Angra do Heroísmo. O açor é o emblema falante dos Açores e as estrelas representam as nove ilhas do arquipélago. |
|          | 1978 - presente | Bandeira da Região Autónoma da Madeira | Bandeira armorial, retangular com as proporções 3:5, correspondendo à quadratura do escudo das armas da Região Autónoma da Madeira, ordenado como de azul, pala de ouro carregada de uma cruz de Cristo. |

## Bandeiras de entidades do Estado
| Bandeira | Data            | Uso                                                     | Descrição |
| -------- | --------------- | ------------------------------------------------------- | --- |
|          | 1911 - presente | Bandeira do Presidente da República                     | Campo de verde, com as armas nacionais ao centro. |
|          | 2006 - presente | Bandeira da Assembleia da República                     | Bandeira retangular, com a proporção 2:3. Campo de branco, com as armas nacionais ao centro e uma bordadura de verde. |
|          | 1972 - presente | Bandeira do Primeiro-Ministro                           | Campo de branco, aspa de verde, com as armas nacionais ao centro brocante sobre ela, bordadura de vermelho carregada com uma coroa de folhas de louro de ouro e frutada do mesmo. Substituiu a anterior bandeira do Presidente do Conselho de Ministros.                                                                    |
|          | 1911 - presente | Bandeira de Ministro do Governo da República Portuguesa | Campo de branco, aspa de verde, com as armas nacionais ao centro brocantes sobre ela. Servia também de bandeira do chefe do governo, de presidente do Parlamento e de outras entidades do Estado antes das mesmas terem bandeiras próprias.                                                                                 |
|          | 1952 - presente | Bandeira do Ministro da Defesa Nacional                 | Bandeira quadrada. Campo de azul, cinco besantes de prata dispostos em aspa, bordadura do mesmo filetada de prata, carregada de louros de ouro, frutados de prata e acantonada de dragões de ouro afrontados. É neste momento a única bandeira das entidades do Estado que não constitui uma variante da Bandeira Nacional. |

## Bandeiras militares
| Bandeira | Data                          | Uso                                                                              | Descrição |
| -------- | ----------------------------- | -------------------------------------------------------------------------------- | --- |
|          | 30 de junho de 1911 -presente | Bandeira Regimental / Estandarte Nacional das unidades militares e militarizadas | Bandeira talhada de seda, com uma altura de 1,20 m e comprimento de 1,30 m. Campo partido de verde e vermelho, escudo das Armas Nacionais assente sobre uma esfera armilar em ouro, rodeada por duas vergônteas de loureiro do mesmo cujas hastes se cruzam na parte inferior da esfera, ligadas por um laço branco que contém o verso de Camões "Esta é a ditosa pátria minha amada". As Forças Armadas e algumas outras forças utilizam modelos de estandartes nacionais que divergem do padrão original de 1911. |
|          | 30 de junho de 1911 -presente | Jaque (bandeira de proa) dos navios de guerra                                    | Bandeira quadrada. Campo de vermelho tendo as Armas Nacionais ao centro, orla de vermelho. |
|          | 30 de junho de 1911 -presente | Flâmula dos navios de guerra                                                     | Bandeira triangular estreita e comprida. Campo partido de verde e vermelho. |

### Exército
| Bandeira | Data                 | Uso                                   | Descrição                                                                   |
| -------- | -------------------- | ------------------------------------- | --------------------------------------------------------------------------- |
|          | Século XX - presente | Marechal do exército português        | Quatro estrelas de ouro definidas como um quadrado em uma bandeira quadrada |
|          | Século XX - presente | General do exército português         | Quatro estrelas de prata definidas como um quadrado em um banner quadrado   |
|          | Século XX - presente | Tenente-General do exército português | Três estrelas de prata definidas como um triângulo em uma bandeira quadrada |
|          | Século XX - presente | Major-General do exército português   | Duas estrelas prateadas lado a lado em um banner quadrado                   |

### Marinha
| Bandeira | Data                 | Uso                                        | Descrição |
| -------- | -------------------- | ------------------------------------------ | --- |
|          | Século XX - presente | Comandante-em-chefe da Marinha Portuguesa  | Campo branco retangular esquartejado por uma cruz verde, a cruz de Cristo no canto superior direito.                               |
|          | Século XX - presente | Almirante da Marinha Portuguesa            | Campo branco retangular esquartejado por uma cruz verde, o brasão menor de Portugal no cantão superior direito.                    |
|          | Século XX - presente | Almirante da Marinha Portuguesa            | Campo branco retangular esquartejado por uma cruz verde.                                                                           |
|          | Século XX - presente | Vice-almirante-geral da Marinha Portuguesa | Campo branco retangular esquartejado por uma cruz verde, um círculo vermelho no canto superior direito.                            |
|          | Século XX - presente | Contra-almirante da Marinha Portuguesa     | Campo branco retangular esquartejado por uma cruz verde, um círculo vermelho no canto superior direito e inferior direito cantões. |

## Bandeiras subnacionais

### Bandeiras das Capitais de Distrito e de Região Autónoma

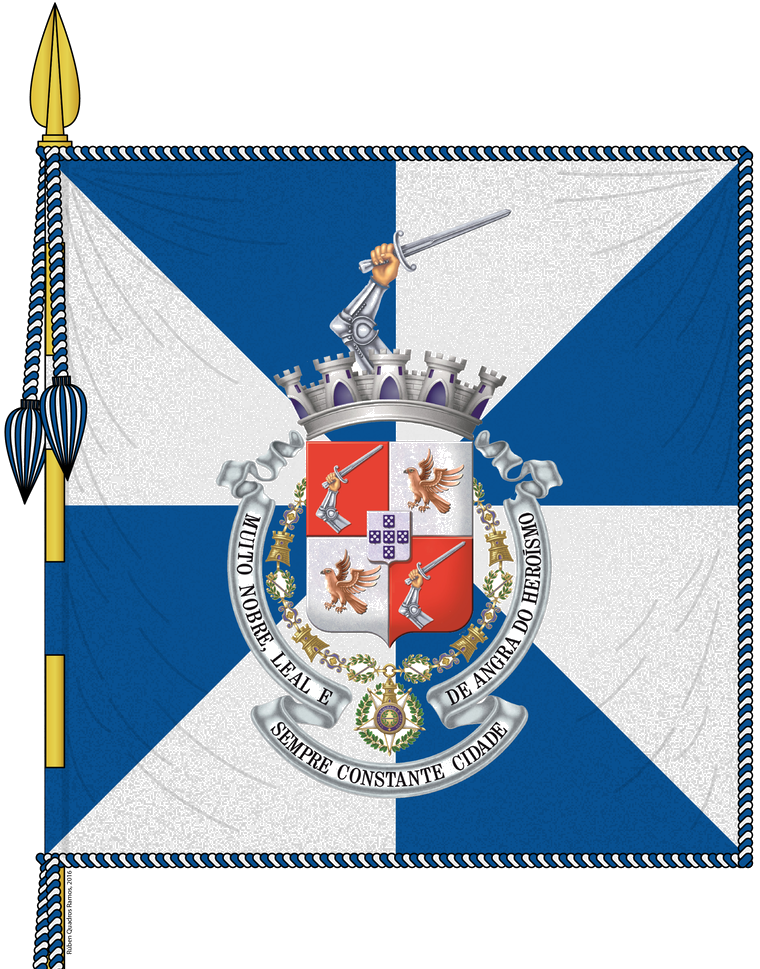
Bandeira de Angra do Heroísmo
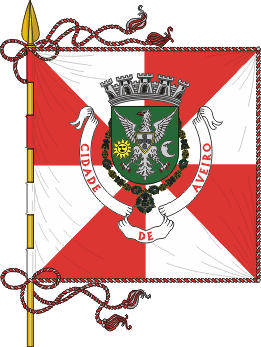
Bandeira de Aveiro
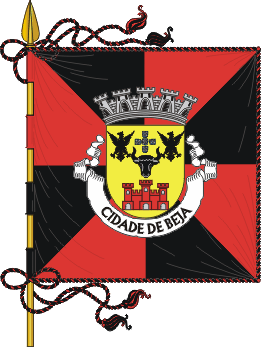
Bandeira de Beja
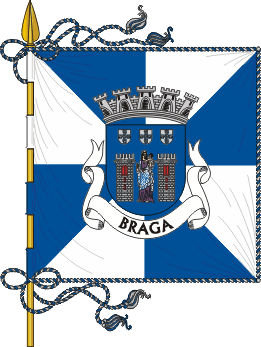
Bandeira de Braga
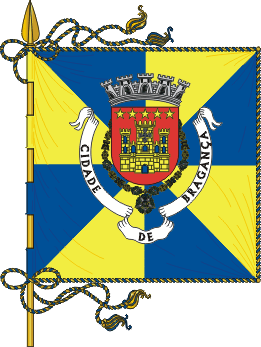
Bandeira de Bragança
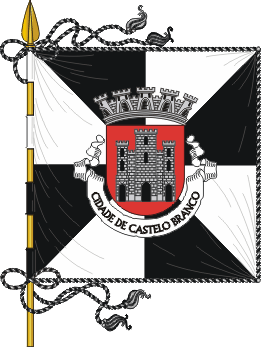
Bandeira de Castelo Branco
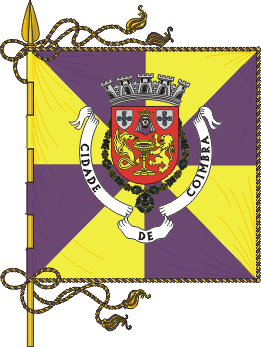
Bandeira de Coimbra
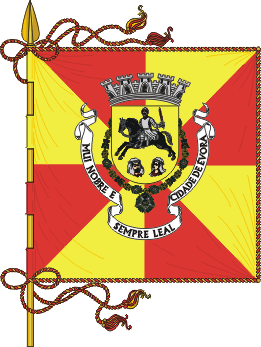
Bandeira de Évora
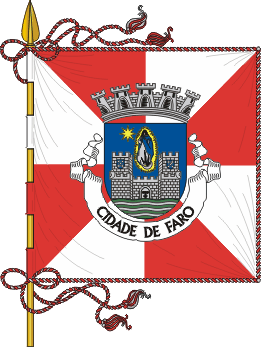
Bandeira de Faro
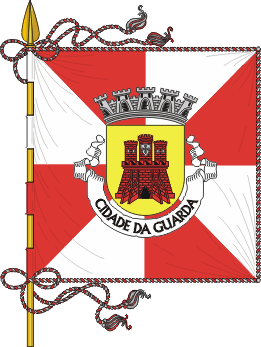
Bandeira da Guarda
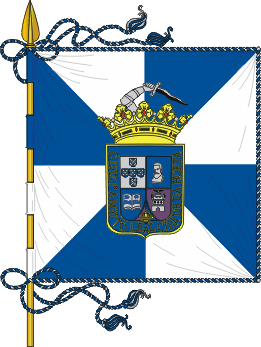
Bandeira da Horta
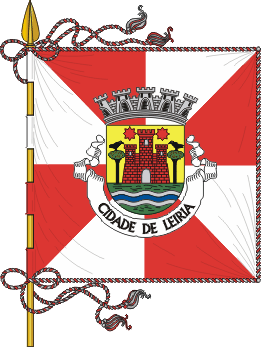
Bandeira de Leiria
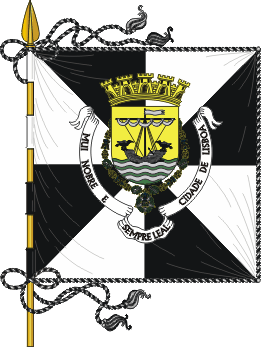
Bandeira de Lisboa
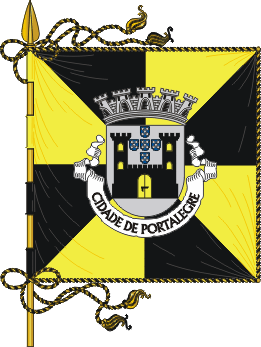
Bandeira de Portalegre
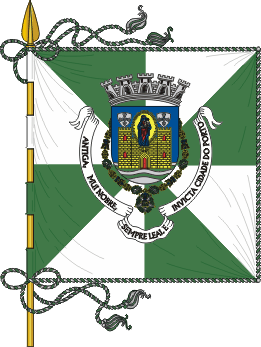
Bandeira do Porto
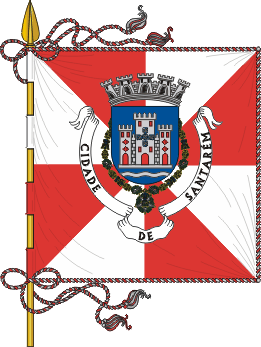
Bandeira de Santarém
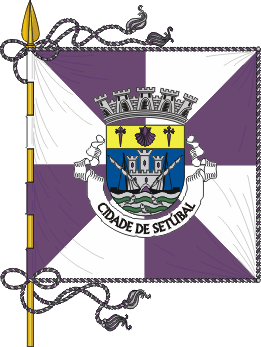
Bandeira de Setúbal
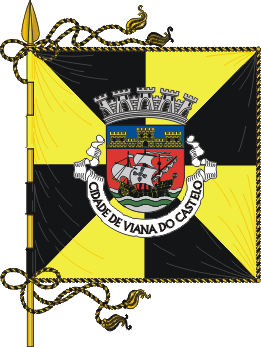
Bandeira de Viana do Castelo
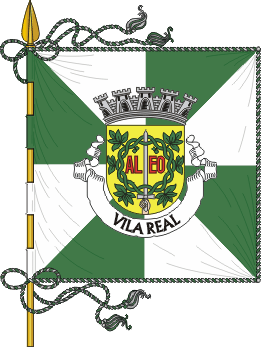
Bandeira de Vila Real
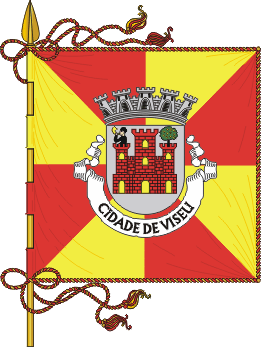
Bandeira de Viseu
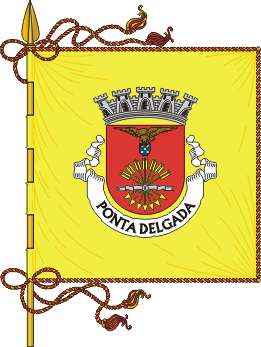
Bandeira de Ponta Delgada
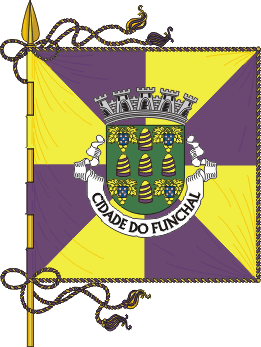
Bandeira do Funchal

## Bandeiras históricas

### Bandeiras Nacionais
| Bandeira | Data                                      | Uso | Descrição |
| -------- | ----------------------------------------- | --- | --- |
|          | 1095? até 1143? 1:1                       | Hipotética bandeira condal de D. Henrique e primeira bandeira real de D. Afonso Henriques. Hipótese proposta no século XVII e consagrada na década de 1940 no âmbito das comemorações dos 800 anos da Independência de Portugal. | Bandeira armorial (quadratura do campo do escudo) das hipotéticas primeiras armas de Portugal, que seriam ordenadas como campo de branco, uma cruz firmada de azul (alguns autores, indicam uma cruz solta em vez de firmada). |
|          | 1143? até 1185? 1:1                       | Hipotética bandeira real de D. Afonso Henriques. Modelo altamente especulativo, baseado na teoria do escudo físico de D. Afonso Henriques.                                                                                       | Quadratura do aspeto real do suposto escudo físico pessoal de D. Afonso Henriques, que seria branco com duas tiras azuis de couro cruzadas e pregadas à superfície por cinco conjuntos de pregos (representando heraldicamente a cruz de azul sobre o campo de prata). Uma teoria defende que este escudo teria sido danificado em combate, ficando as tiras rasgadas, permanecendo apenas cinco pedaços nas zonas dos pregos, os quais teriam dado origem, respetivamente, aos cinco escudetes e respetivos besantes das armas de Portugal. Esta bandeira é no entanto altamente especulativa, uma vez que - mesmo aceitando-se esta teoria da origem das armas - na altura os pregos na cruz do escudo não teriam ainda significado heráldico e por isso não seriam representados na bandeira. |
|          | 1185? até 1248 1:1                        | Hipotética bandeira real de D. Afonso Henriques ou D. Sancho I até D. Sancho II | Bandeira armorial das primeiras armas de Portugal historicamente comprovadas e usadas até 1248, ordenadas como campo de prata, cinco escudetes de azul dispostos em cruz, os laterais deitados e apontando para o centro, cada qual semeado de besantes de prata. |
|          | 1248 até 1385 1:1                         | Hipotética bandeira real de D. Afonso III até D. Fernando I | Bandeira armorial das Armas de Portugal usadas entre 1248 e 1385, ordenadas como campo de prata, cinco escudetes de azul dispostos em cruz, os laterais deitados e apontando para o centro, cada qual semeado de besantes de prata (posteriormente fixados em cinco, dispostos em aspa), bordadura de vermelho semeada de castelos de ouro. |
|          | 1385 até 1485 1:1                         | Bandeira real de D. João I até D. João II. Primeira bandeira cuja historicidade está devidamente comprovada, evidenciada pela iconografia contemporânea da própria época em que foi usada.                                       | Bandeira armorial das armas de Portugal usadas entre 1385 e 1485, ordenadas como campo de prata, cinco escudetes de azul dispostos em cruz, os laterais deitados e apontados ao centro, cada qual semeado de besantes de prata, bordadura de vermelho semeada de castelos de ouro entre os quais estão colocadas as quatro pontas de uma cruz de florida de verde (cruz da Ordem de Avis). |
|          | 1485 até segunda metade do século XVI 1:1 | Bandeira real de D. João II até D. João III ou D. Sebastião | Bandeira armorial das armas de Portugal usadas a partir de 1485, ordenadas como campo de prata, cinco escudetes de azul dispostos em cruz, cada qual carregado de cinco besantes de prata dispostos em aspa, bordadura de vermelho semeada de castelos de ouro |
|          | Segunda metade do século XVI 1:1          | Hipotética bandeira real alternativa a partir de D. Manuel I ou de D. João III | Campo de branco, com as armas de Portugal ao centro, incluindo o escudo no seu formato original sotoposto a uma coroa real aberta. Alguns autores, indicam que este modelo de bandeira teria substituído o modelo de bandeira armorial (quadratura do campo do escudo) a partir do reinado de D. Manuel I ou mesmo de D. João II, o que é no entanto contrariado pela iconografia contemporânea da época que mostra o uso da bandeira armorial até final do século XVI. |
|          | Final do século XVI 2:3                   | Hipotética variante da bandeira anterior | Campo de branco, com as armas de Portugal ao centro, incluindo a coroa real aberta. Seguindo o gosto humanista, típico da época, voltou a usar-se o escudo de ponta redonda (formato dito português) e fixam-se em sete o número de castelos na bordadura do mesmo. |
|          | 1578 até 1640 2:3                         | Bandeira real desde D. Sebastião. Primeira bandeira não armorial confirmada | Campo de branco, com as armas de Portugal ao centro, incluindo a coroa real fechada. A antiga coroa real aberta é substituída por uma coroa fechada. Esta terá sido provavelmente a primeira bandeira não armorial e de formato retangular, uma vez que a iconografia da época mostra o uso da bandeira armorial de Portugal até ao reinado de D. Sebastião. O formato do escudo contido na bandeira não é fixo e vai-se alterando à medida das modas das respetivas épocas, incluindo o uso do formato ogival ao gosto maneirista. Este modelo básico de bandeira vai manter-se até 1830. |
|          | 1616 até 1640 2:3                         | Bandeira real alternativa usada durante o período da União Ibérica | Campo de branco, com as armas de Portugal ao centro, rodeado por 16 ramos de oliveira (com dez pés visíveis e os seis restantes ocultos). Os ramos poderiam significar o apelido de Diogo da Silva e Mendonça, vice-Rei de Portugal de 1617 a 1621, a alegria do rei ou das classes pela União, um símbolo da vitória de Castela (improvável) ou rememoração da entrada de Filipe II em Elvas quando a colheita das oliveiras. É provável que os ramos tenham sido introduzidos para distinguir melhor à distância a bandeira portuguesa das de outros estados que eram também brancas com as respetivas armas ao centro. |
|          | 1640 até 1667 2:3                         | Bandeira real desde a Restauração da Independência | Mantém-se o modelo de bandeira adotado no reinado de D. Sebastião, privilegiando-se o uso do escudo de ponta redonda. |
|          | 1667 até 1706 2:3                         | Bandeira real no reinado de D. Pedro II | A coroa real sobreposta ao escudo das armas de Portugal passa a ter cinco arcos visíveis, passando a anterior coroa de três arcos para as armas dos príncipes herdeiros. O estatuto estatal e militar desta bandeira é reforçado em 1692, através da proibição expressa do seu uso fora daqueles âmbitos. |
|          | 1706 até 1816 2:3                         | Bandeira real a partir do reinado de João V de Portugal | À coroa real das armas de Portugal é acrescentado um barrete púrpura. Continuando a seguir os gostos da época, o escudo representado na bandeira vai sofrendo alterações meramente cosméticas sem significado heráldico ou simbólico, incluindo a sua representação com a ponta em arco contracurvado (formato dito "francês"). No final do século XVIII, o uso desta bandeira é liberalizado, deixando de restringir-se ao uso estatal e militar, o que faz com que a mesma se torne pela primeira vez, uma genuína bandeira nacional. |
|          | Séculos XVIII e XIX 2:3                   | Variante da bandeira anterior | Não existem alterações com significado formal de caráter heráldico ou simbólico, mas meras mudanças estéticas na representação do escudo, cujo formato se torna mais intrincado e complexo, sob influência do estilo rococó, usando-se também o escudo em formato de cabeça de cavalo (dito "italiano"). Na transição do século XVIII para o XIX, o gosto da época passa a privilegiar o uso do escudo de formato oval, que aparece também representado nas bandeiras. |
|          | 1817 até 1826 2:3                         | Bandeira nacional do Reino Unido de Portugal, Brasil e Algarves | Mantém-se o ordenamento básico estabelecido no reinado de D. Sebastião, mas as armas assentes sobre o campo branco da bandeira passam a ser as do Reino Unido de Portugal, Brasil e Algarves estabelecido em 1815, as quais consistem no escudo de Portugal assente sobre uma esfera armilar de ouro em campo de azul, tendo sobreposta a coroa real. Estas armas representavam os três reinos constituintes da União, sendo Portugal representado pelas cinco quinas, o Brasil pela esfera armilar e o Algarve pela bordadura de castelos do escudo. A esfera armilar era representada com cinco meridianos visíveis, em contraste com a esfera das modernas armas de Portugal onde só um meridiano central é representado. A bandeira deixou de ser usada no Brasil após a independência em 1822 e a saída das últimas tropas leais ao Governo de Lisboa em 1824, mas manteve-se em uso em Portugal até à morte de D. João VI em 1826. |
|          | 1826 até 1830 2:3                         | Bandeira nacional a partir do reinado de D. Pedro IV | Após a morte de D. João IV voltou-se o uso da bandeira de modelo anterior a 1817, removendo-se a esfera armilar das armas e mantendo-se apenas o escudo português. Esta bandeira deixou de ser usada em território controlado pelos Liberais em 1830, mas manteve-se em uso no território controlado pelos Miguelistas até ao fim da Guerra Civil em 1834. |
|          | 1830 até 1910 2:3                         | Bandeira nacional desde o reinado de D. Maria II até à implantação da república. Primeira bandeira que deixa de ser um mero suporte das Armas de Portugal, tendo uma simbologia própria                                          | Campo partido de azul e branco, com as Armas de Portugal sobre a partição. O campo da bandeira passou a conter as cores nacionais estabelecida inicialmente em 1822 e recuperadas pelos Liberais em 1830. Tal como acontecia com a bandeira anterior, não foi estabelecido um modelo fixo de escudo, usando-se vários formatos, inclusive o oval, até se estabilizar no formato dito "francês". |

#### Outras bandeiras
| Bandeira | Data              | Uso                                                                  | Descrição |
| -------- | ----------------- | -------------------------------------------------------------------- | --- |
|          | 1383 até 1385     | Bandeira nacional de jure, durante a Crise dinástica de 1383 a 1385. | Campo 1:1 dividido de forma igual em 4 com Bandeira armorial das armas de Portugal usadas entre 1248 até 1385 no canto superior direito e inferior esquerda e do Reino de Leão e Castela no canto superior esquerdo e inferior direito.  |
|          | 1475 até 1479     | Bandeira nacional de jure, durante 1475 a 1479.                      | Campo 1:1 dividido de forma igual em 4 com Bandeira armorial das armas de Portugal usadas entre 1385 até 1485 no canto superior esquerdo e inferior direito e do Reino de Leão e Castela no canto superior direito e inferior esquerda . |
|          | 1829 até 1832 2:3 | Bandeira da Regência de Angra.                                       | Campo partido de azul e branco, com as Armas de Portugal sobre a partição. |

### Bandeiras de entidades do Estado
| Bandeira | Data        | Uso                                                   | Descrição |
| -------- | ----------- | ----------------------------------------------------- | --- |
|          | 1911 - 1974 | Bandeira do Ministro da Marinha                       | Campo de branco, cruz de São Jorge de verde, com as armas nacionais ao centro brocantes sobre ela. Como o cargo de ministro da Marinha foi abolido em 1974, a bandeira não é utilizada atualmente.                                          |
|          | 1911 - 2011 | Bandeira de governador civil de distrito              | Bandeira farpada. Campo de branco, faixa de verde, com as armas nacionais ao centro brocantes sobre ela. Como deixaram de ser nomeados governadores civis a partir de 2011, a bandeira não é utilizada atualmente.                          |
|          | 1952 - 1972 | Bandeira do Presidente do Conselho de Ministros       | Bandeira quadrada. Campo de azul, cinco besantes de prata dispostos em aspa, bordadura do mesmo filetada de prata, carregada de louros de ouro, frutados de prata e acantonada com as cinco quinas das armas de Portugal em campo de prata. |
|          | 1930 - 1974 | Bandeira do Ministro da Guerra / Ministro do Exército | Campo partido de verde e vermelho, com cinco estrelas de branco brocantes, dispostas em pentágono, com um dos vértices para cima. Bandeira não utilizada atualmente, em virtude da extinção do cargo de ministro do Exército em 1974.       |

### Bandeiras militares
| Bandeira | Data                           | Uso                                                                                | Descrição                                                                                                   | Ref.          |
| -------- | ------------------------------ | ---------------------------------------------------------------------------------- | --- | ------------- |
|          | Século XIV até século XV 1:1   | Bandeira de guerra, Bandeira de São Jorge, usada como complemento à bandeira real. | Campo branco, com uma cruz de São Jorge (cruz firmada de vermelho).                                         | [ 16 ]        |
|          | Século XIV 1:1                 | Bandeira de guerra, Bandeira da Ordem de São Bento de Avis                         | Campo branco, com uma cruz da Ordem de Avis (cruz florenciada de verde)                                     | [ 17 ] [ 18 ] |
|          | Século XVI até século XVII 1:1 | Bandeira de guerra, Bandeira da Ordem de Cristo                                    | Campo branco, com uma cruz da Ordem de Cristo (cruz pátea de vermelho, carregada com uma cruzeta de prata). | [ 19 ]        |
|          | ~1640 até ~1668 1:1            | Bandeira de guerra, usa durante a Guerra da Restauração.                           | Campo verde, com uma cruz da Ordem de Cristo                                                                | [ 18 ]        |
|          | 1853                           | Bandeira Regimental.                                                               | Campo branco, com o brasão de armas português.                                                              |               |
|          | 1868                           | Bandeira Regimental.                                                               | Campo vertical branco e azul, com o brasão de armas português.                                              |               |

### Pavilhões/Insígnias e Jaques
Pavilhão ou Insígnia é o nome dado na vexilologia para as bandeiras utilizadas em embarcações.
| Bandeira | Data                | Uso | Descrição | Ref.                 |
| -------- | ------------------- | --- | --- | -------------------- |
|          | 1400s 1:1           | Pavilhão/Insígnia civil, usado em navios de comércio.                                                                            | Campo azul, cinco besantes de prata em sautor (quadratura de uma quina do brasão de Portugal).                                                                 | [ 18 ] [ 20 ] [ 21 ] |
|          | 1500s 1:1           | Pavilhão/Insígnia estatal e de guerra, usado nos navios no tempo dos descobrimentos.                                             | Campo branco, com a cruz da Ordem de Cristo. |                      |
|          | 1500s 1:1           | Pavilhão/Insígnia estatal e de guerra, usado nos navios das armadas da Índia.                                                    | Campo branco, com a cruz da Ordem de Cristo. |                      |
|          | 1500 até 1521 2:3   | Pavilhão/Insígnia estatal e de guerra, usado na colonização no Brasil.                                                           | Retângulo com uma Cruz da Ordem de Cristo e o escudo português.                                                                                                | [ 22 ]               |
|          | 1616 até 1640 2:3   | Pavilhão/Insígnia nacional (variante da bandeira nacional usada em embarcações).                                                 | Campo branco, com as Armas de Portugal junto a mastro. |                      |
|          | 1640 até 1667 2:3   | Pavilhão/Insígnia nacional (variante da bandeira nacional usada em embarcações).                                                 | Campo branco, com as Armas de Portugal junto a mastro. |                      |
|          | 1600s 2:3           | Estandarte real, variante usada em embarcações principalmente galeões da Índia.                                                  | Campo branco, com imagem da Virgem Maria junto a mastro. |                      |
|          | 1600s até 1700s 2:3 | Pavilhão/Insígnia civil, usado em navios da armada de comércio e frotas do estado do Brasil com menos de 15 peças de artilharia. | Campo faixado, quatro faixas verdes e três brancas. |                      |
|          | 1600s até 1700s 2:3 | Pavilhão/Insígnia estatal, general da frota do Brasil.                                                                           | Campo faixado de verde e branco, com as Armas Reais de Portugal.                                                                                               | [ 23 ]               |
|          | 1600s até 1700s 2:3 | Pavilhão/Insígnia estatal e de guerra, usado nos galeões da Índia.                                                               | Campo branco, com as armas reais de Portugal assentes numa cruz da Ordem de Cristo junto a mastro.                                                             | [ 24 ] [ 25 ]        |
|          | 1600s 2:3           | Pavilhão/Insígnia civil, usado nos navios mercantes portugueses.                                                                 | Campo branco, com a cruz da Ordem de Cristo junto a mastro. |                      |
|          | 1680s 2:3           | Pavilhão/Insígnia usado nas embarcações onde o objetivo da tripulação era converter a América ao catolicismo.                    | Campo branco, uma esfera armilar de púrpura, acompanhada à esquerda pelas armas de Portugal e à direita por um frade segurando um rosário e uma cruz vermelha. | [ 26 ]               |
|          | 1700s 2:3           | Pavilhão/Insígnia civil, usado nos navios de comércio na Índia.                                                                  | Campo branco com uma esfera armilar de vermelha. |                      |
|          | 1700s 2:3           | Pavilhão/Insígnia civil, usado nos navios de Comércio no Brasil.                                                                 | Campo branco, com uma esfera armilar. | [ 27 ] [ 28 ] [ 29 ] |
|          | 1700s 2:3           | Pavilhão/Insígnia civil, usado pelos navios mercantes do Porto.                                                                  | Campo faixado, seis faixas verdes e cinco brancas. | [ 27 ]               |
|          | 1700s 2:3           | Pavilhão/Insígnia ordinário. | Campo bandado de branco, vermelho e azul, uma cruz firmada de preto, uma cruzeta branca no cantão.                                                             | [ 30 ] [ 25 ]        |
|          | 1700s 2:3           | Pavilhão/Insígnia de guerra. | Campo branco, um escudo de vermelho com uma cruz firmada de prata, com uma coroa real.                                                                         | [ 30 ] [ 25 ]        |
|          | 1750s 2:3           | Pavilhão/Insígnia da Companhia do Grão-Pará e Maranhão.                                                                          | Campo branco, com imagem da Virgem Maria junto a mastro. |                      |
|          | 1750s 2:3           | Pavilhão/Insígnia da Companhia de Pernambuco e Paraíba.                                                                          | Campo branco, com imagem de um frade junto a mastro. |                      |
|          | 1816 até 1826 2:3   | Pavilhão/Insígnia nacional (variante da bandeira nacional em embarcações).                                                       | Campo branco, com as Armas do Reino Unido de Portugal, Brasil e Algarves junto a mastro.                                                                       |                      |
|          | 1826 até 1830 2:3   | Pavilhão/Insígnia nacional (variante da bandeira nacional em embarcações).                                                       | Campo branco, com as Armas de Portugal junto a mastro. |                      |
|          | 1828 até 1910       | Jaque nacional (bandeira de proa) dos navios de guerra.                                                                          | Bandeira quadrada. De campo branco, com uma borda azul, armas reais de Portugal ao centro.                                                                     | [ 31 ]               |
|          | 1820s 2:3           | Estandarte real, também usado em mar.                                                                                            | |                      |
|          | 1834 até 1910 2:3   | Estandarte real (variante usada em embarcações).                                                                                 | Campo vermelho, com as Armas de Portugal junto a mastro. |                      |
|          | 1830 até 1910 2:3   | Pavilhão/Insígnia nacional (variante da bandeira nacional usada em embarcações).                                                 | Campo partido de azul e branco, ocupando o azul um terço e o branco o restante, com as Armas de Portugal sobre a partição.                                     |                      |
|          | 1830 até 1910       | Jaque nacional (bandeira de proa) dos navios de guerra.                                                                          | Bandeira quadrada. De campo branco, com uma borda azul, armas reais de Portugal ao centro.                                                                     | [ 32 ]               |
|          | 1917 até 1929       | Bandeira de piloto. | Retangular azul e branca. | [ 31 ]               |

### Flâmulas
| Bandeira | Data          | Descrição                                                                              |
| -------- | ------------- | -------------------------------------------------------------------------------------- |
|          | 1640 até 1750 | Verde e branca.                                                                        |
|          | 1750 até 1830 | Flâmula totalmente branca fazendo referência as cores da bandeira portuguesa na época. |
|          | 1830 até 1910 | Flâmula azul e branca fazendo referência as cores da bandeira portuguesa na época.     |

### Bandeiras do Estado Novo
| Bandeira | Data          | Uso                                      | Descrição                                                                                          | Ref.   |
| -------- | ------------- | ---------------------------------------- | -------------------------------------------------------------------------------------------------- | ------ |
|          | 1930 até 1970 | Bandeira do Partido União Nacional       | Quadrado com borda azul e as quinas de Portugal no meio.                                           | [ 33 ] |
|          | 1936 até 1974 | Bandeira da Legião Portuguesa            | Quadrado com borda verde e a cruz da Ordem de Avis no meio em verde.                               | [ 34 ] |
|          | 1936 até 1974 | Bandeira da Mocidade Portuguesa.         | bandeira idêntica á nacional de Portugal de 1385 até 1485.                                         | [ 35 ] |
|          | 1936 até 1974 | Bandeira da Mocidade Portuguesa Feminina | bandeira idêntica á nacional de Portugal de 1385 até 1485 mas na diagonal.                         | [ 35 ] |
|          | 1940          | Bandeira da Exposição do Mundo Português | Quadrado com borda verde, cruz da ordem de Cristo em vermelho e branco e no meio uma cruz em azul. |        |

### Estandartes reais

D. Manuel I
D. Manuel I (alternativa)
D. Sebastião I
D. João IV
D. João IV (alternativa)
D. Pedro II
D. João V e D. Maria II em diante
D. João V (alternativa)
D. Pedro IV
D. Pedro V
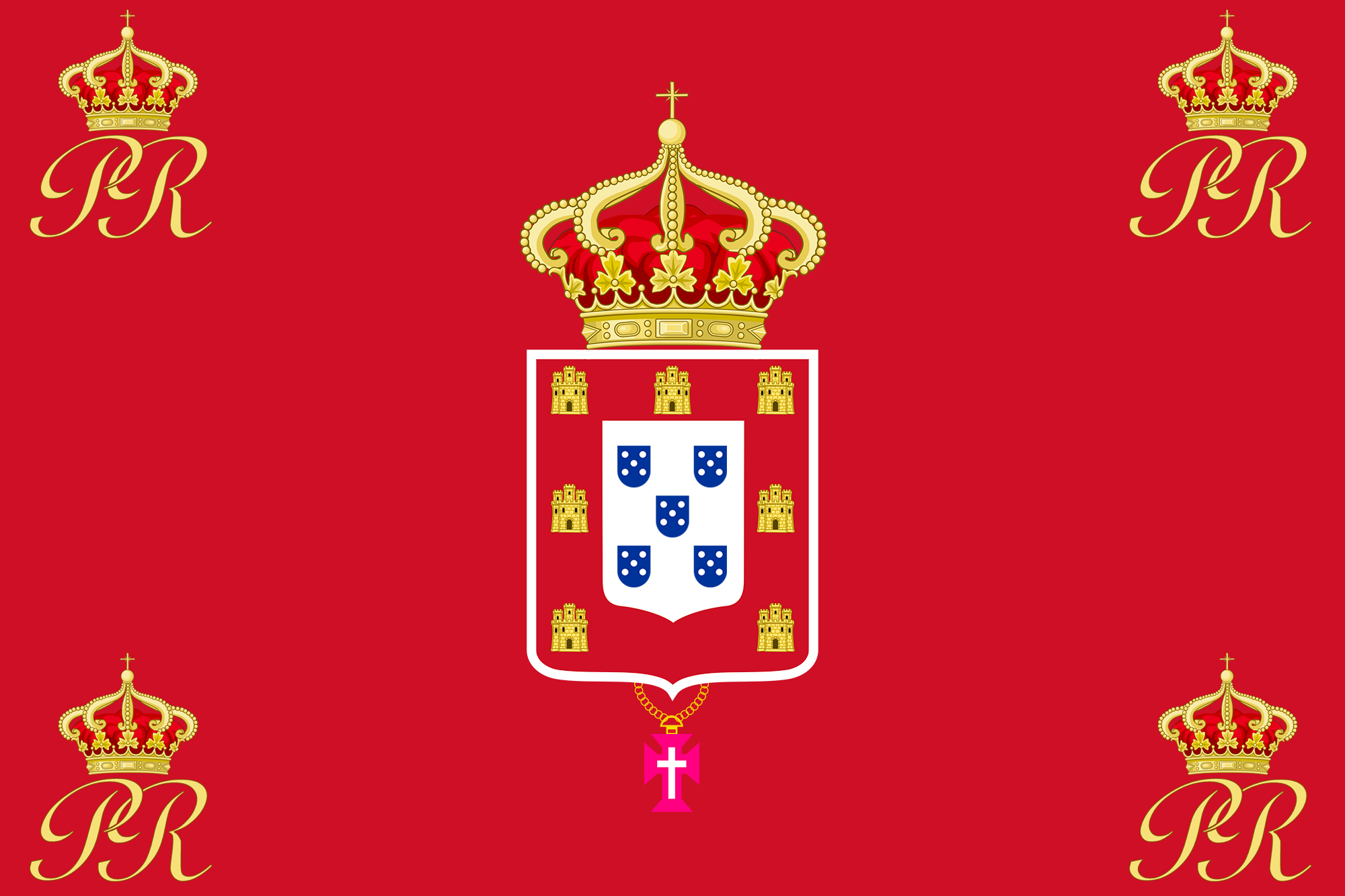
D. Pedro V (alternativa)

#### Outros Estandartes

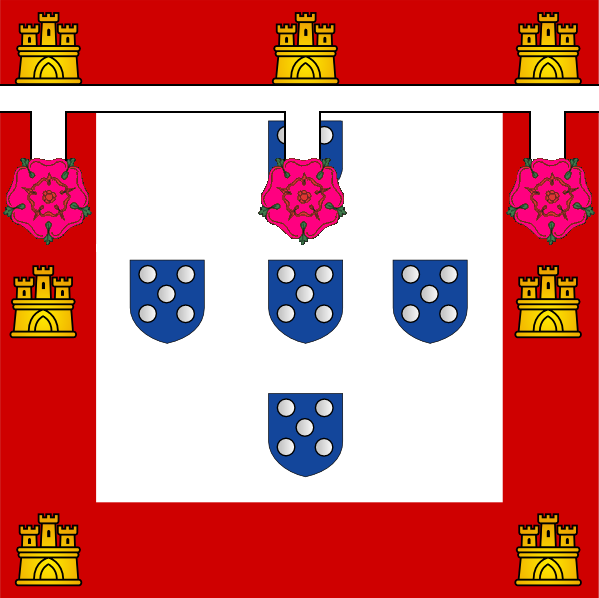
Príncipe da Beira (1653–1908)

### Bandeiras coloniais

#### Bandeiras das colónias

Principado do Brasil (1645 até 1815) (hipotético estandarte do príncipe do Brasil)
Reino do Brasil (1816 até 1822) (Hipotética)
Macau (1976-1999) (Oficiosa)
Macau (Governo) (1976 até 1999)
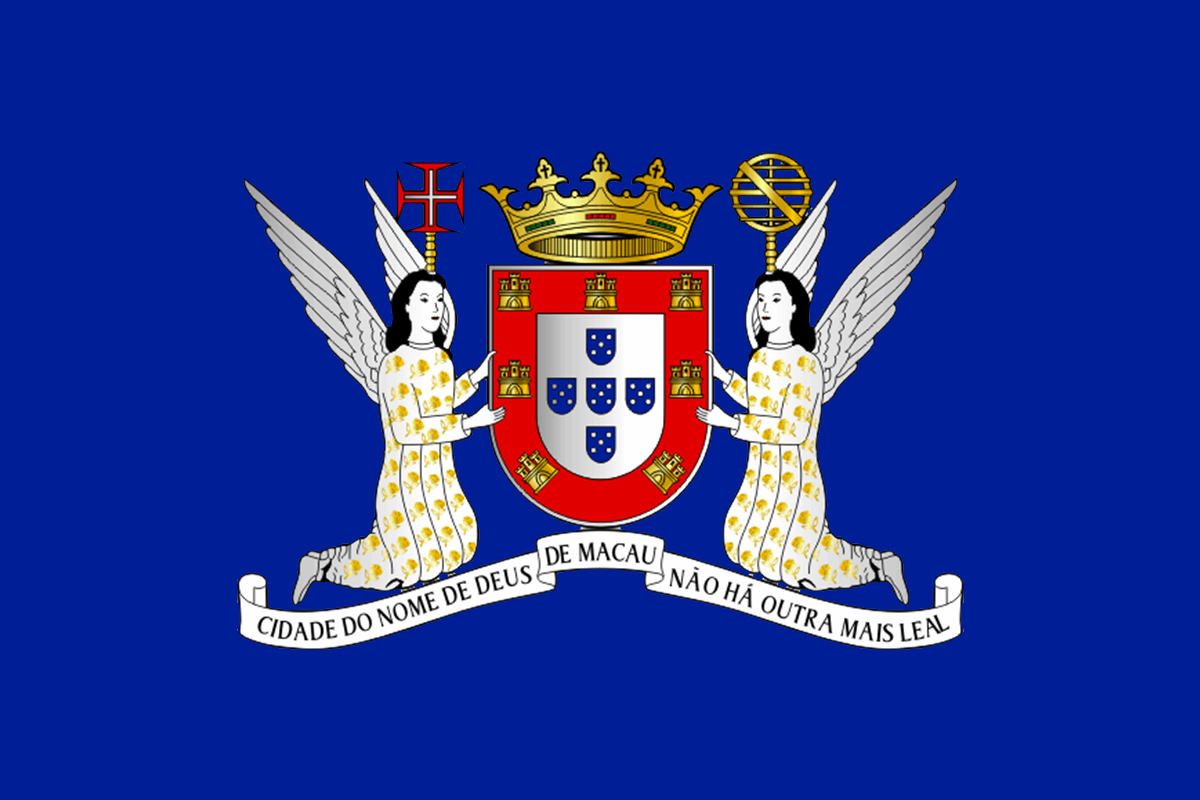
Macau (Leal Senado) (1976 até 1999)
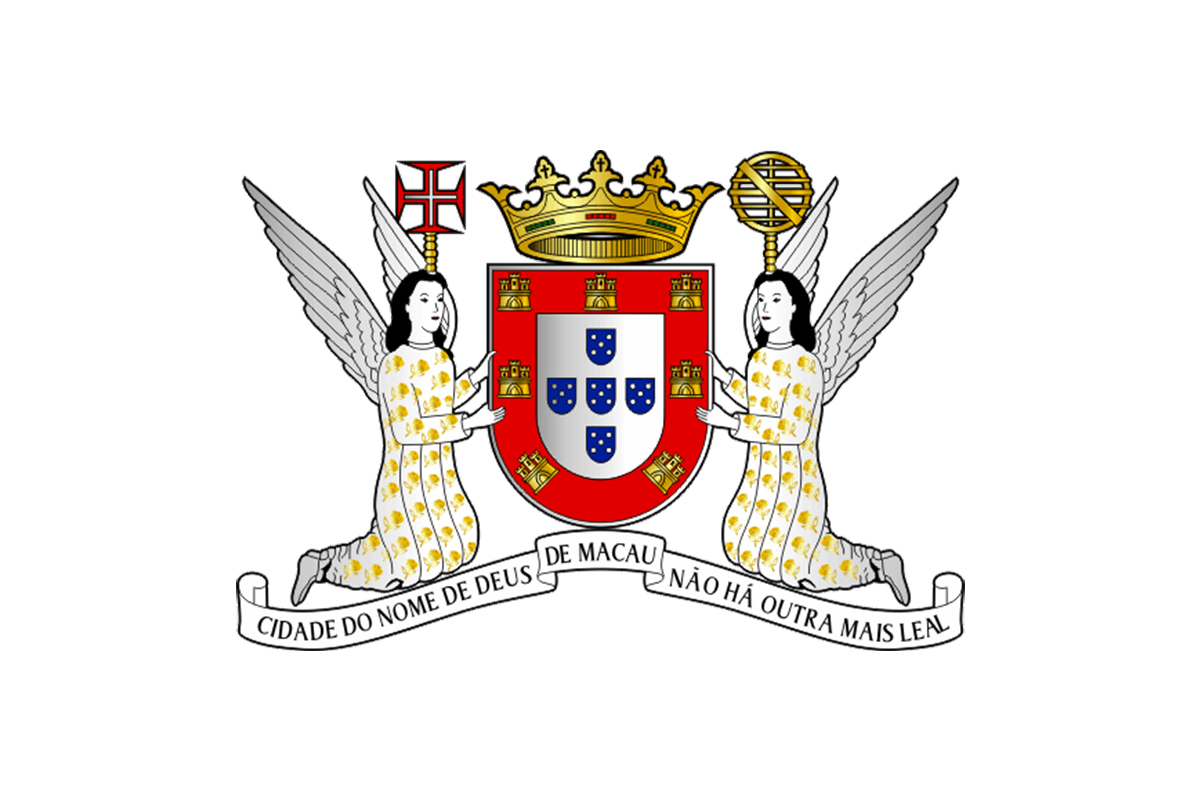
Macau (Leal Senado) (1976 até 1999) (Variante Branca)

#### Bandeiras governamentais das colónias

Alto-comissário (1911 até 1933)
Governador de distrito de uma colónia (1911 até 1933)
Governador-geral (1933 até 1975)
Governador (1933 até 1999)
Governador de província (1933 até 1951) / Governador de distrito (1951 até 1975)
Intendente de distrito (1933 até 1951)
Oficial de colónia (1933 até 1951)

## Bandeiras propostas

### Bandeira nacional (1910-1911)

Primeiro Projeto da comissão oficial, 29 Outubro 1910
Proposta de António Rigaud Nogueira, 1911
Proposta de J. S. Ferreira, 1911
Proposta de António Augusto Macieira, 1911
Proposta de Joaquim Augusto Fernandes, 1911
Proposta de Duarte Alves Gomes Leal, 1911
Primeira proposta de Alexandre Fontes, 1911
Segunda proposta de Alexandre Fontes, 1911
Proposta de Alfredo Pinto da Silva, 1911
Proposta de António Arroio, 1911
Proposta de Carvalho Neves, 1911
Proposta de Delfim Guimarães e Roque Gameiro, 1911
Proposta de Guerra Junqueiro, 1911
Proposta satírica de uma pessoa anónima, 1911
Primeira proposta de José Pereira de Sampaio, 1911
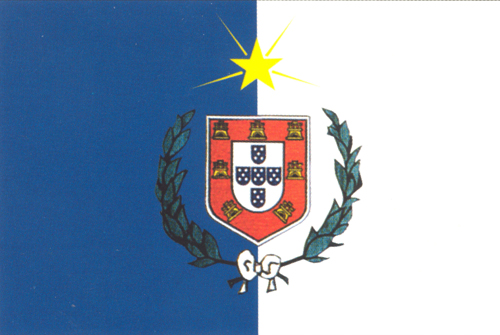
Segunda proposta de José Pereira de Sampaio, 1911
Proposta de autor desconhecido, 1911
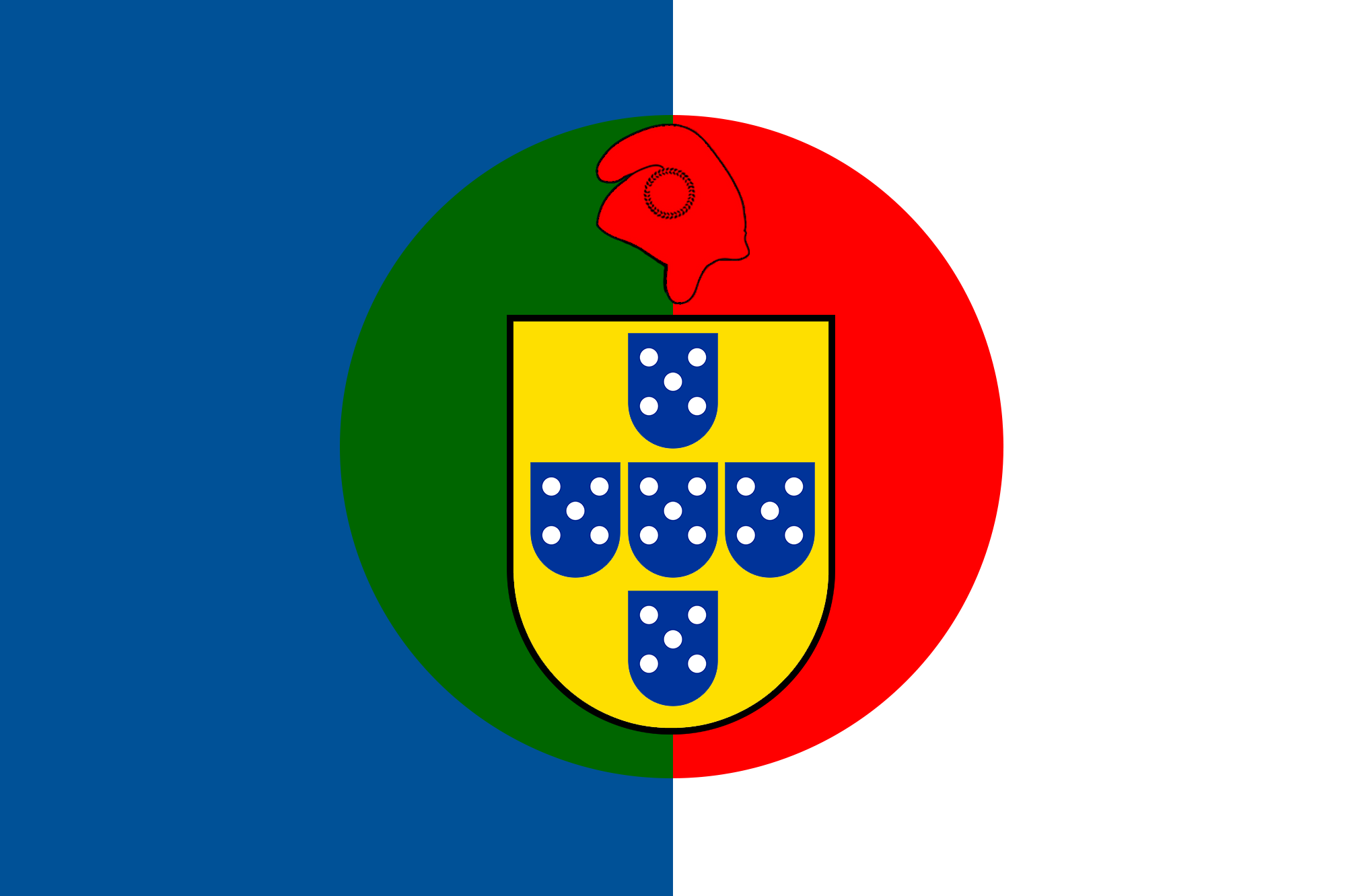
Proposta de autor desconhecido, 1911
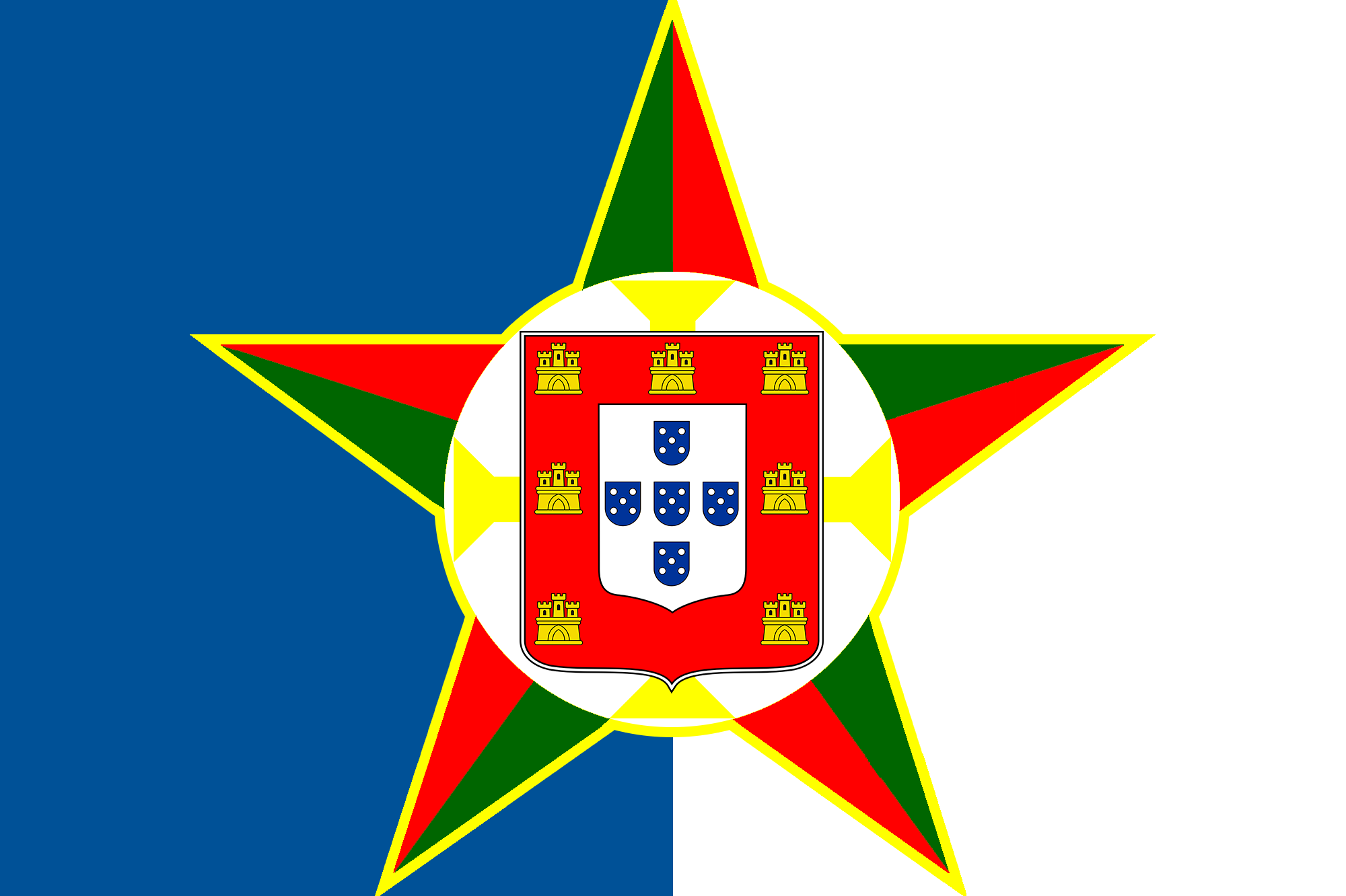
Proposta de Antonio M. de Sousa, 1911
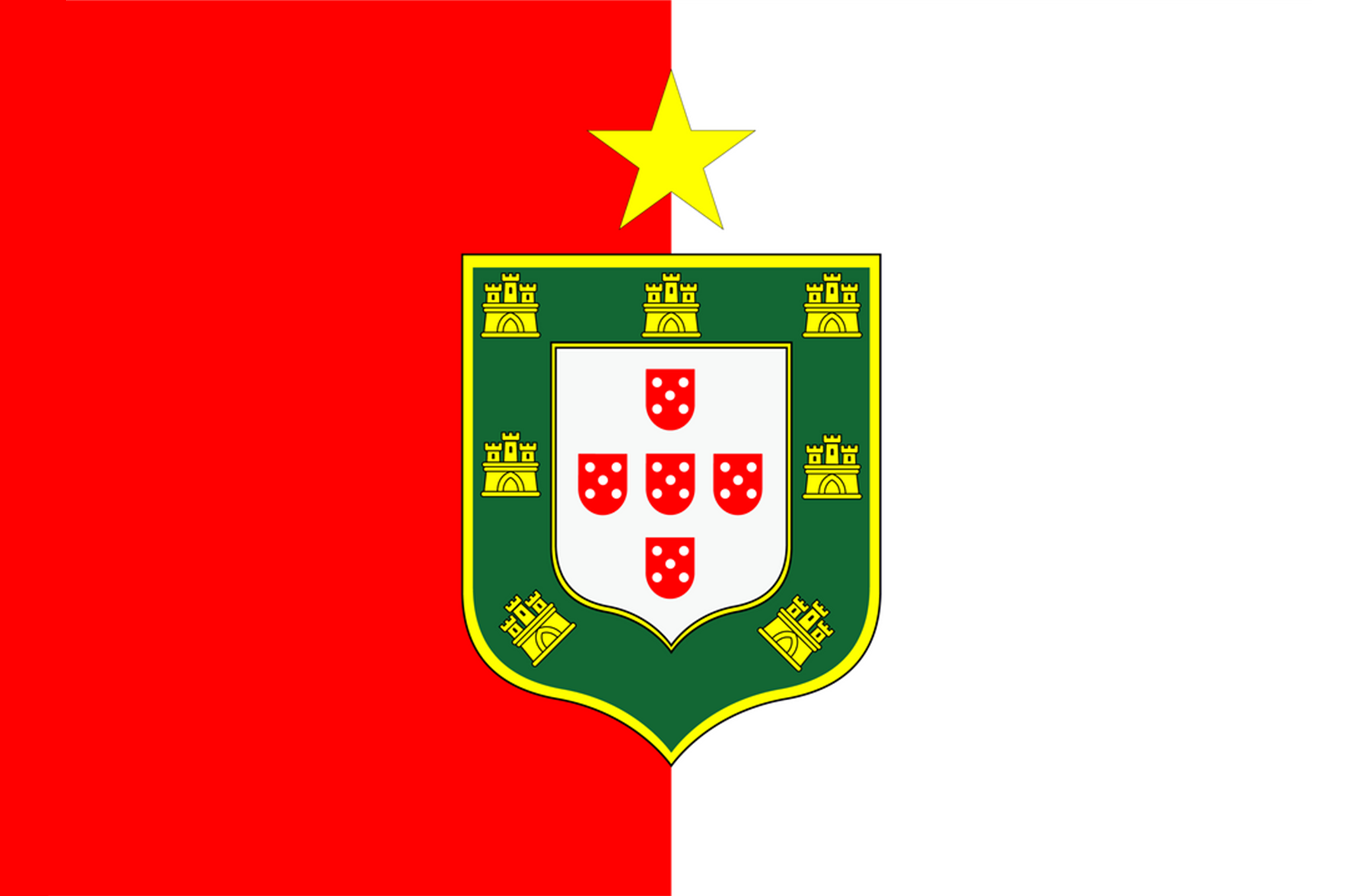
Proposta de A. de Mello Loureiro, 1911
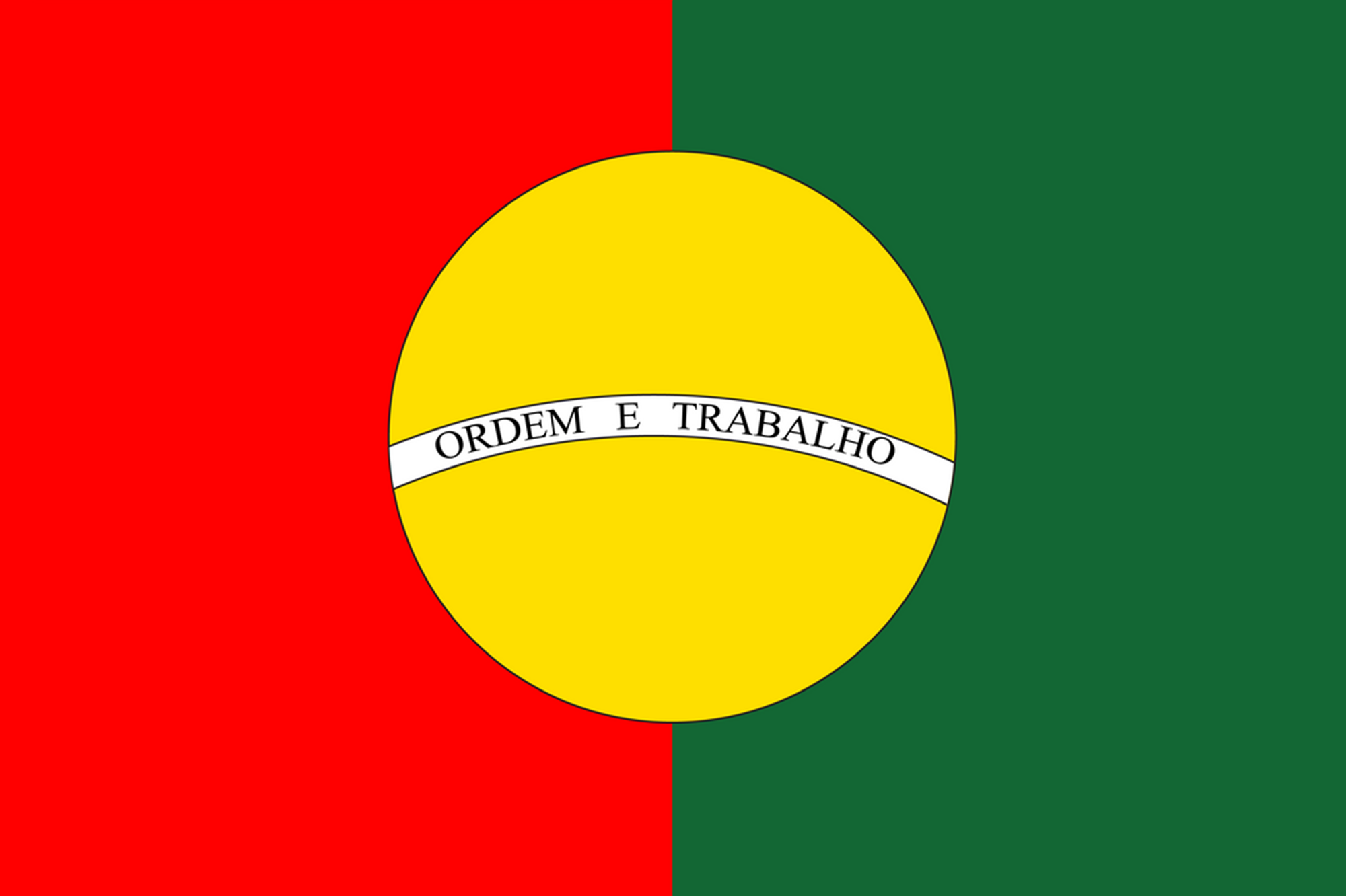
Proposta de Grandella, 1911
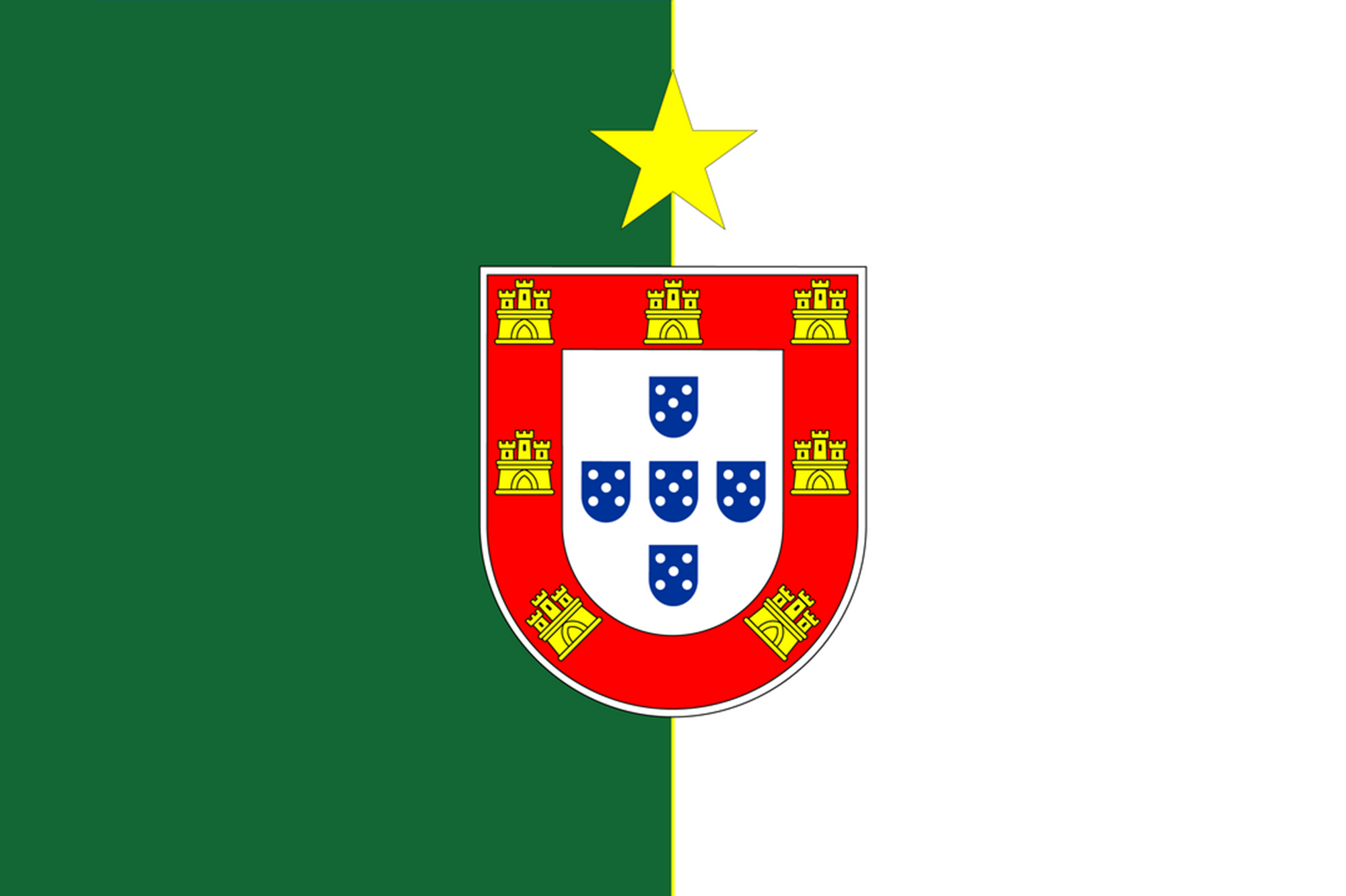
Proposta de Patriot, 1911
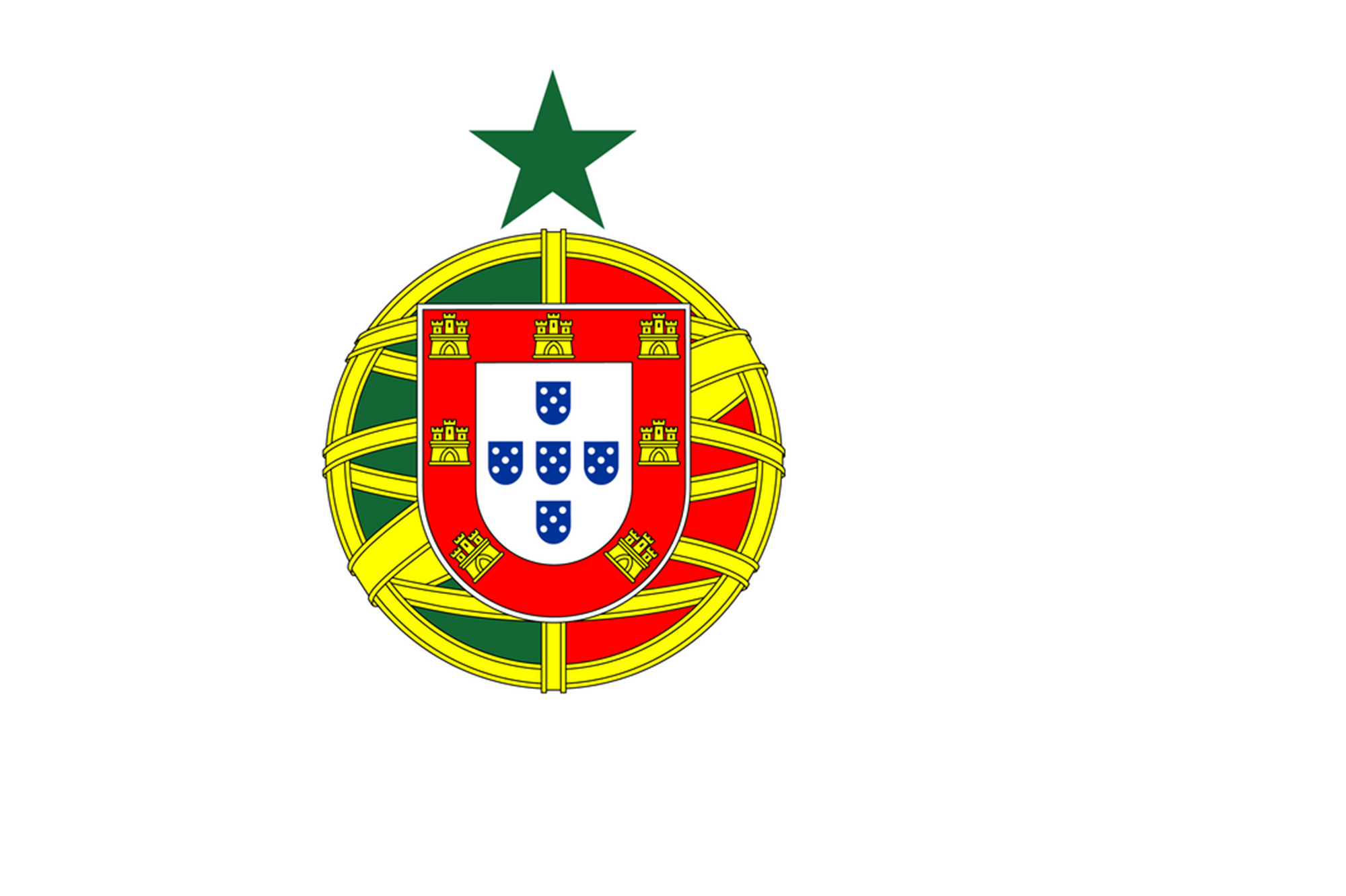
Proposta de autor desconhecido, 1911
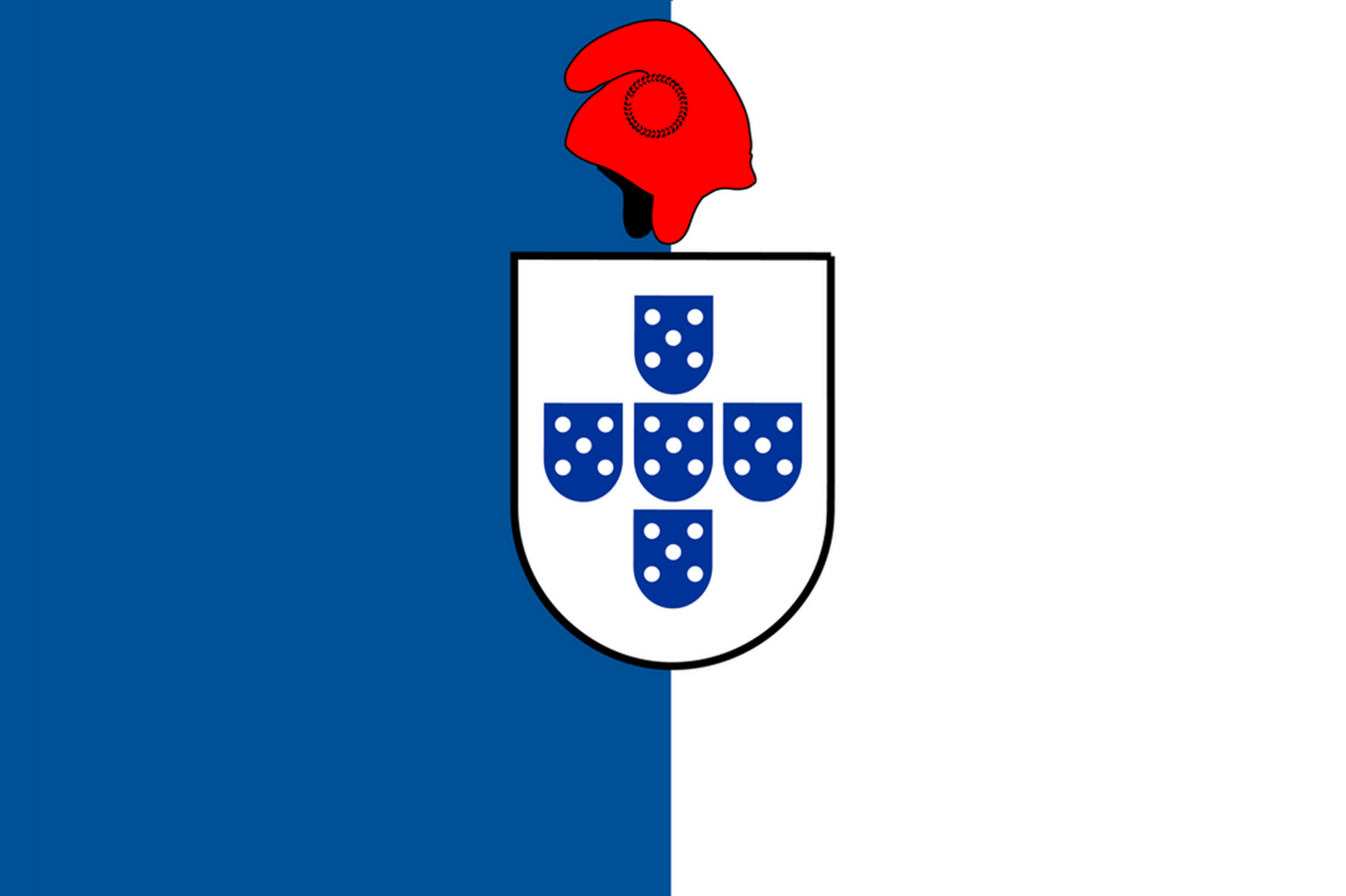
Primeira proposta de Comissão Portuense, 1911
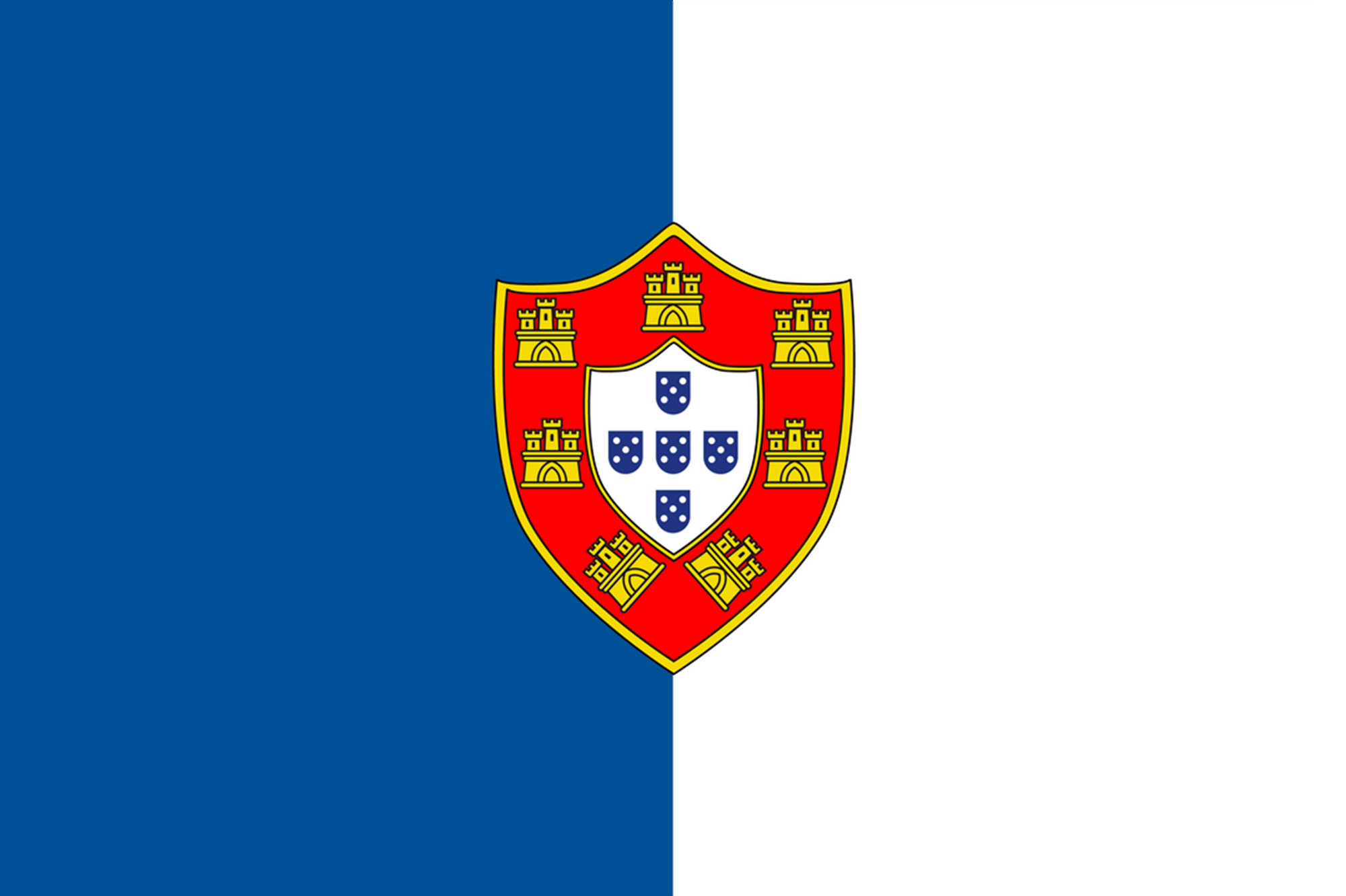
Segunda proposta de Comissão Portuense, 1911
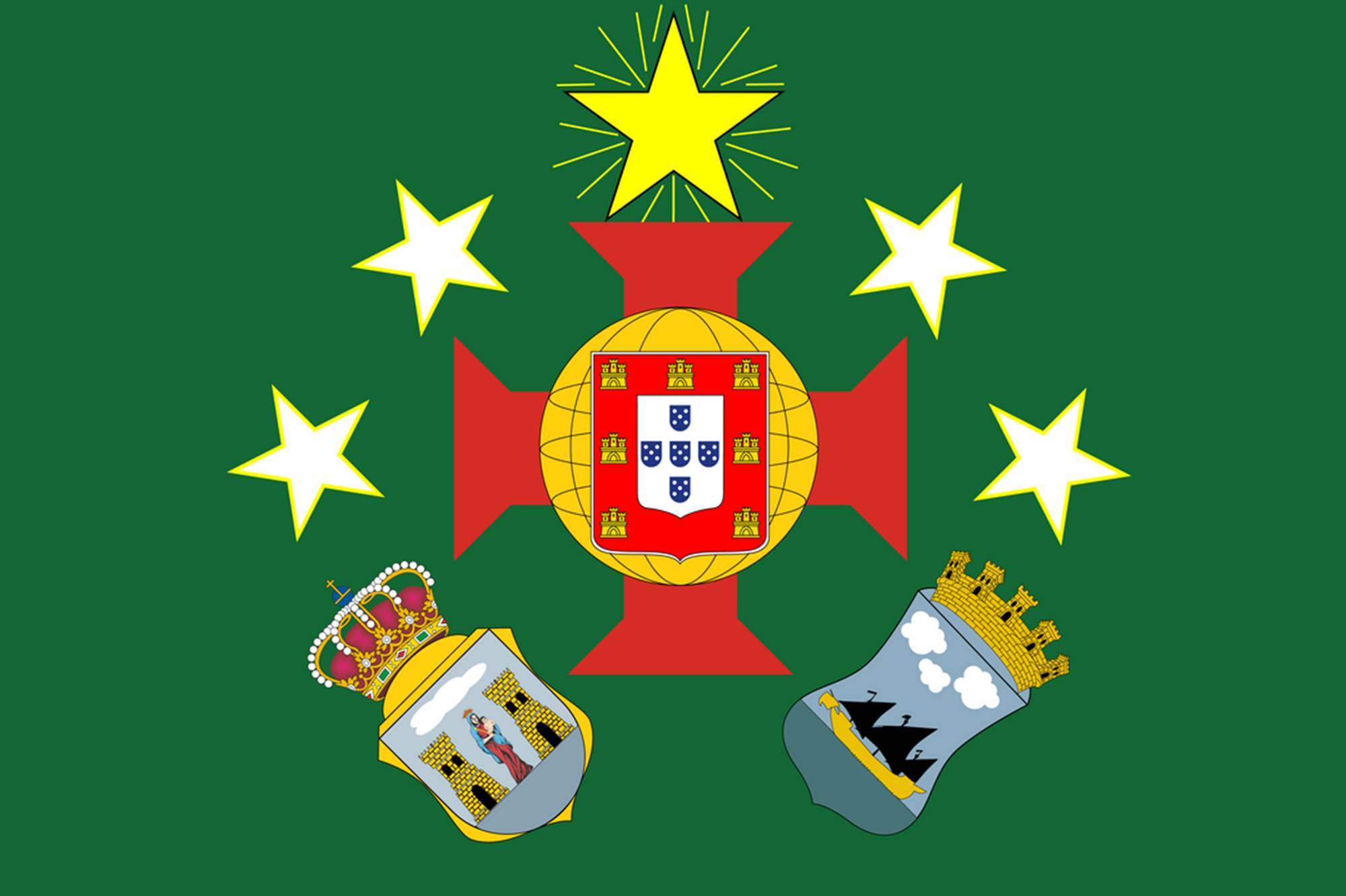
Proposta de A.PS., 1911
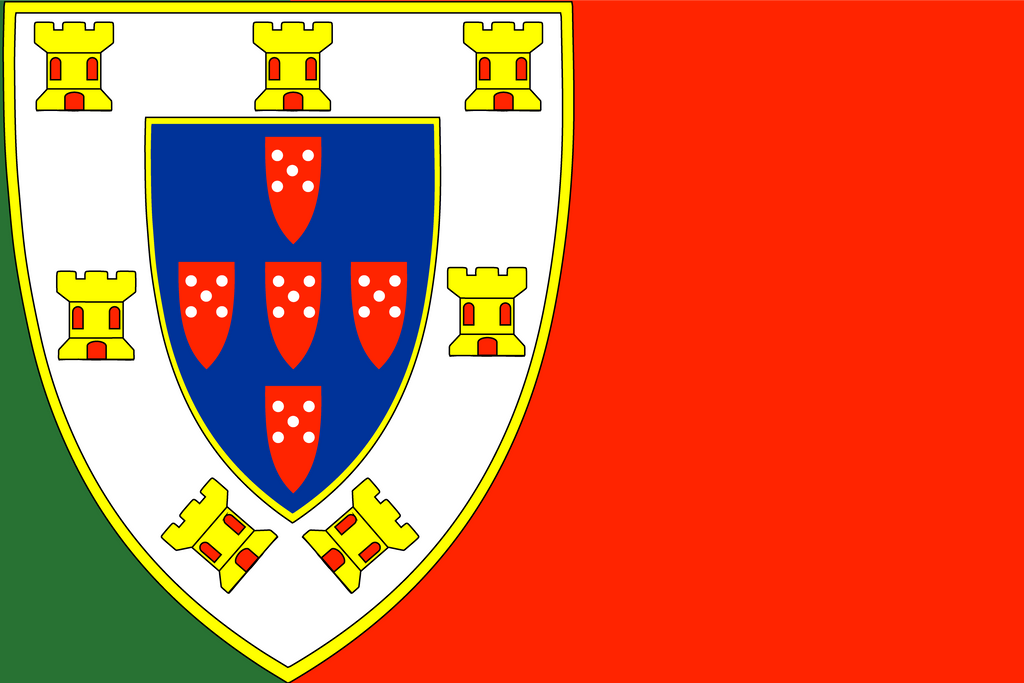
Proposta de Alvitre de Carvalho, 1911
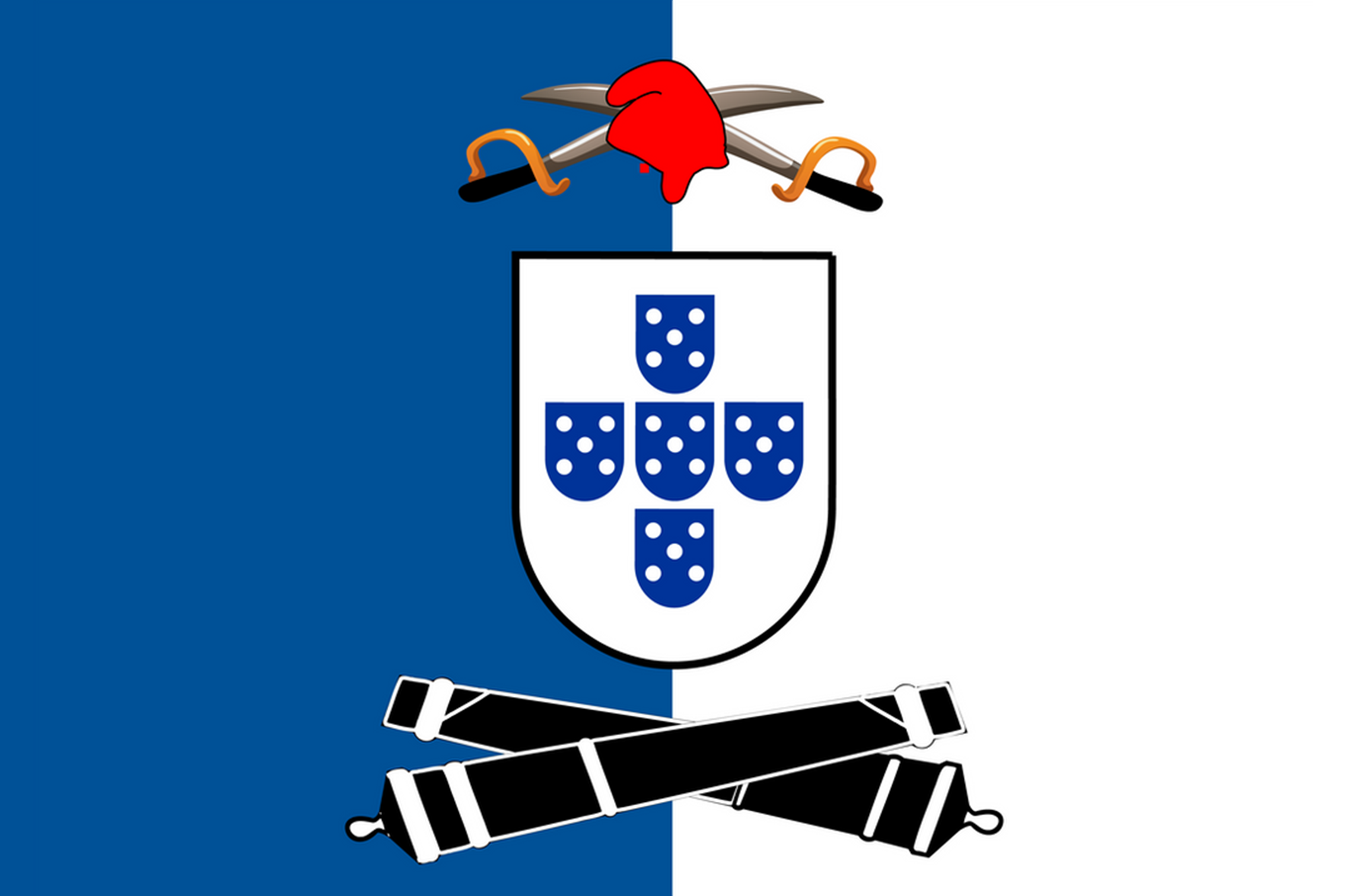
Proposta de autor estudante desconhecido, 1911
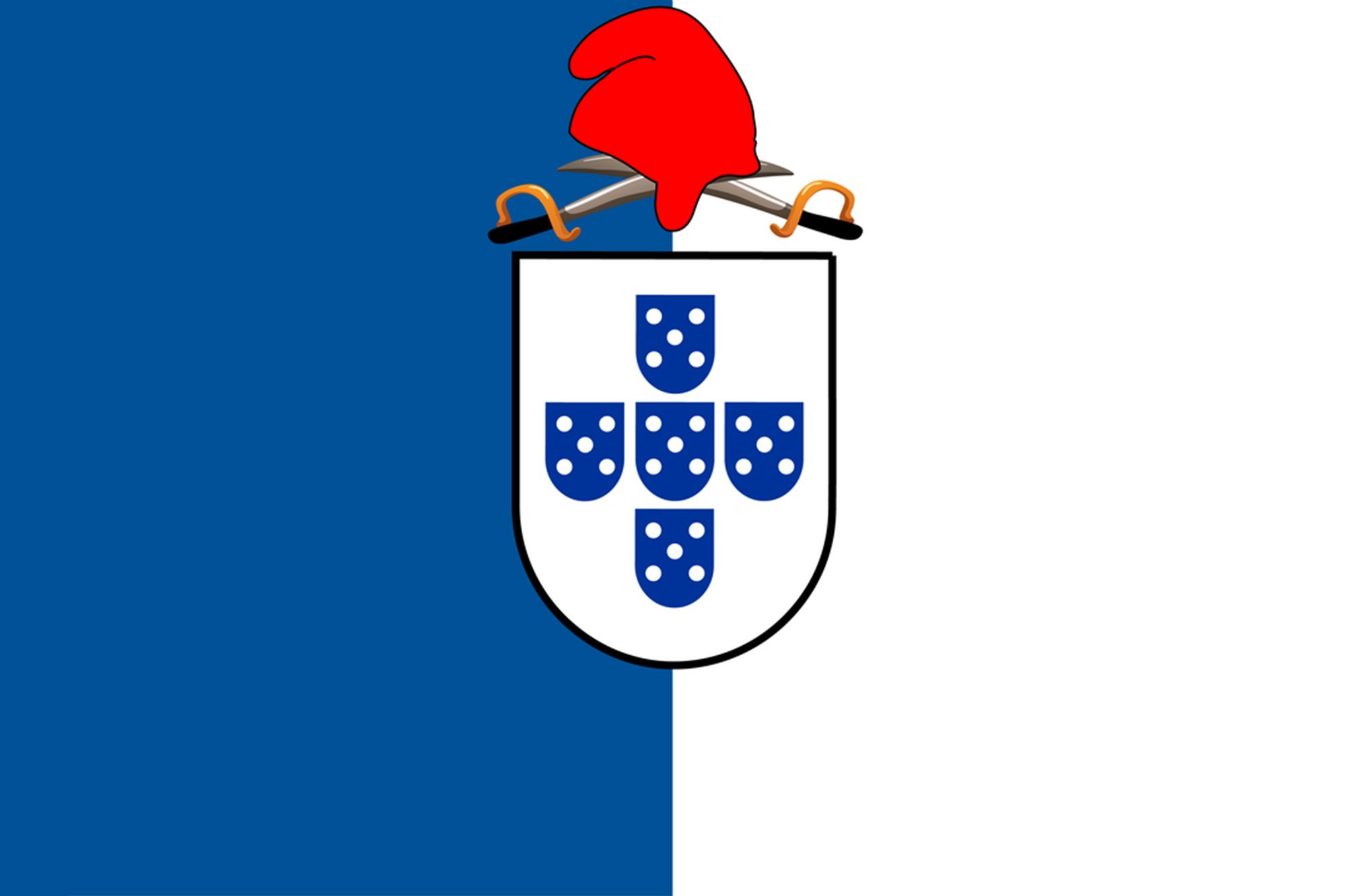
Primeira proposta de Augusto Jorge Fernandes Casanova, 1911
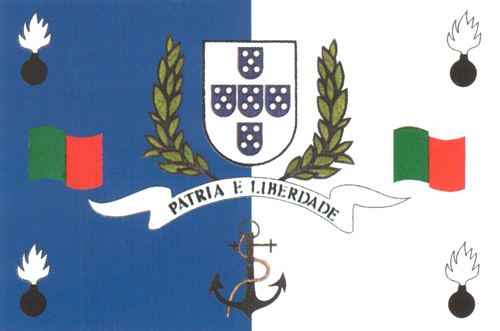
Segunda proposta de Augusto Jorge Fernandes Casanova, 1911
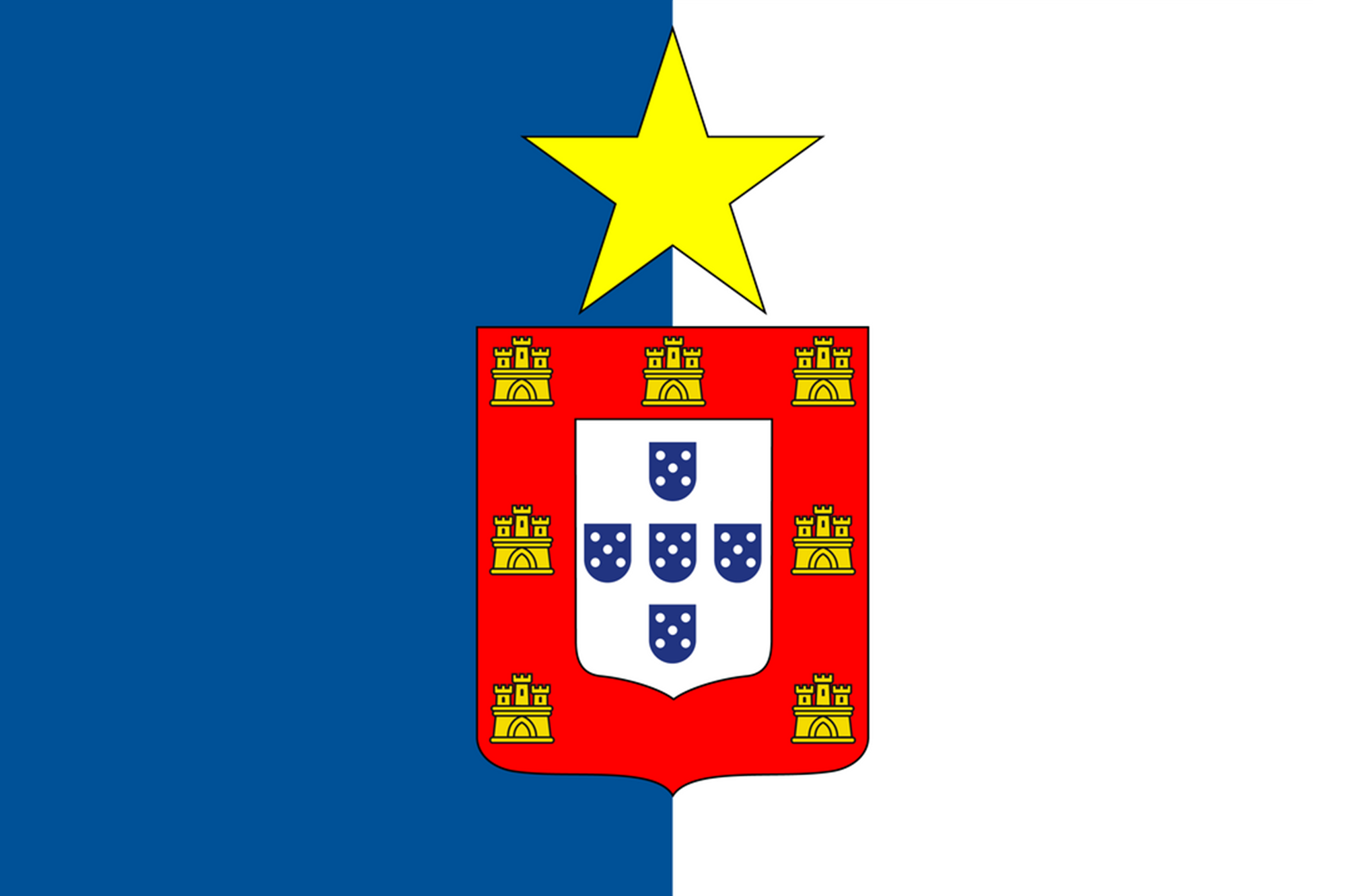
Primeira proposta de Francisco Ferreira Marques, 1911
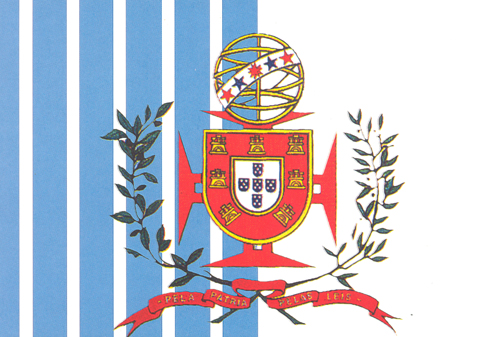
Segunda proposta de Francisco Ferreira Marques, 1911
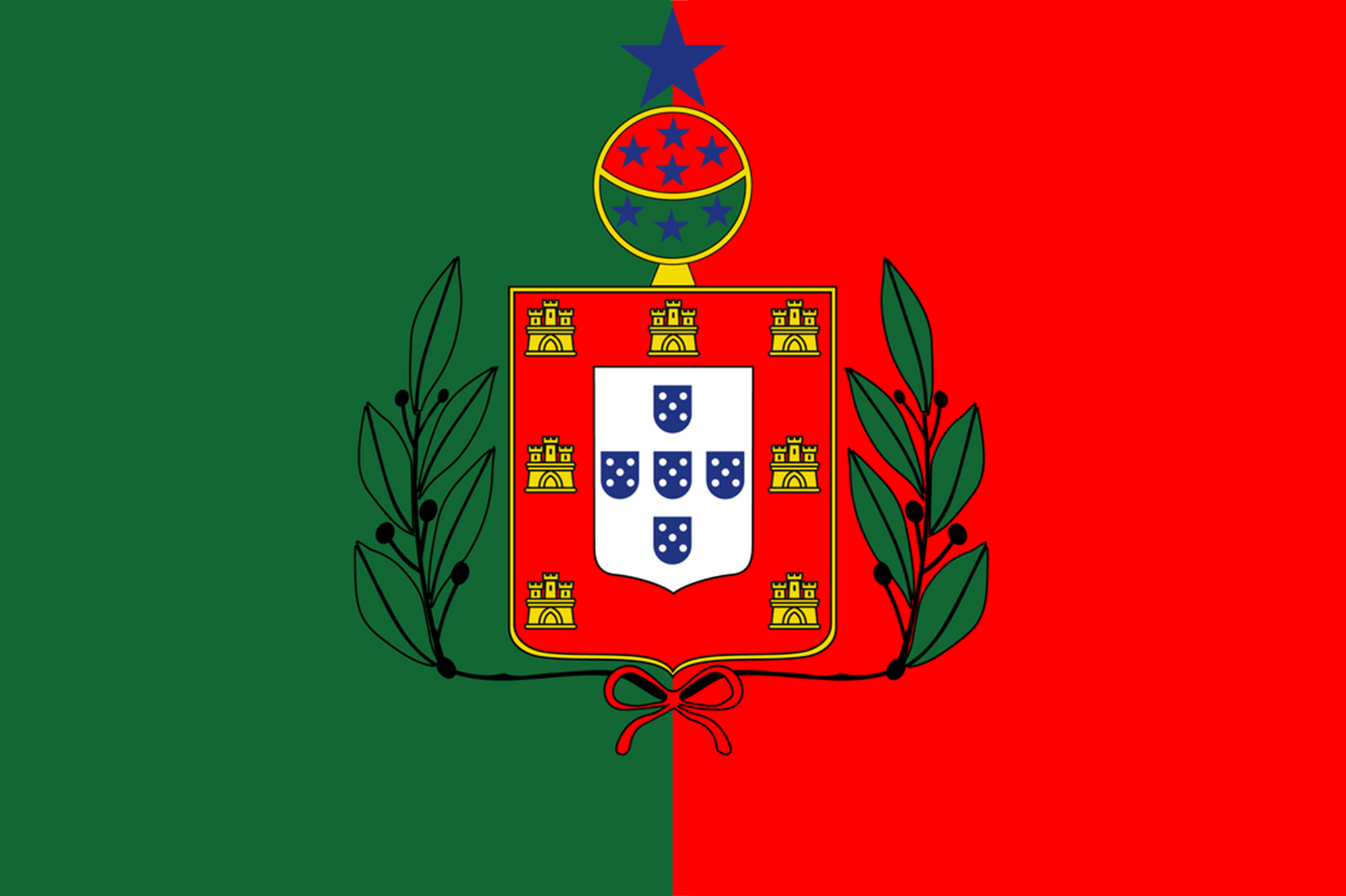
Proposta de Anibal Rodrigues, 1911
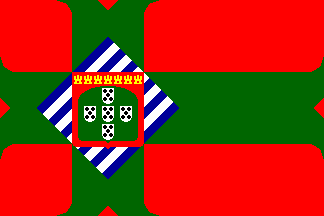
Proposta 43º, 1911
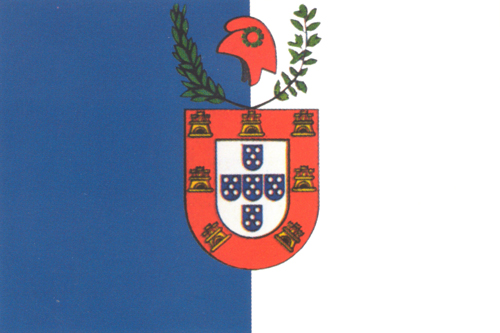
Proposta de Henrique Lopes de Mendonça, 1911
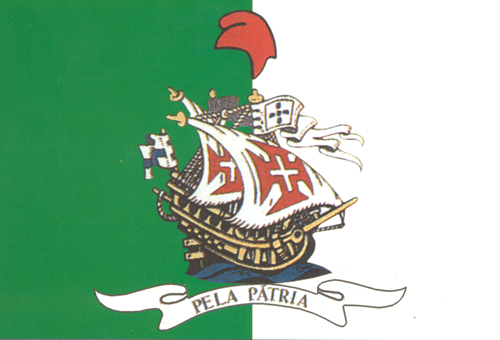
Proposta de Jacinto de Rosiers, 1911
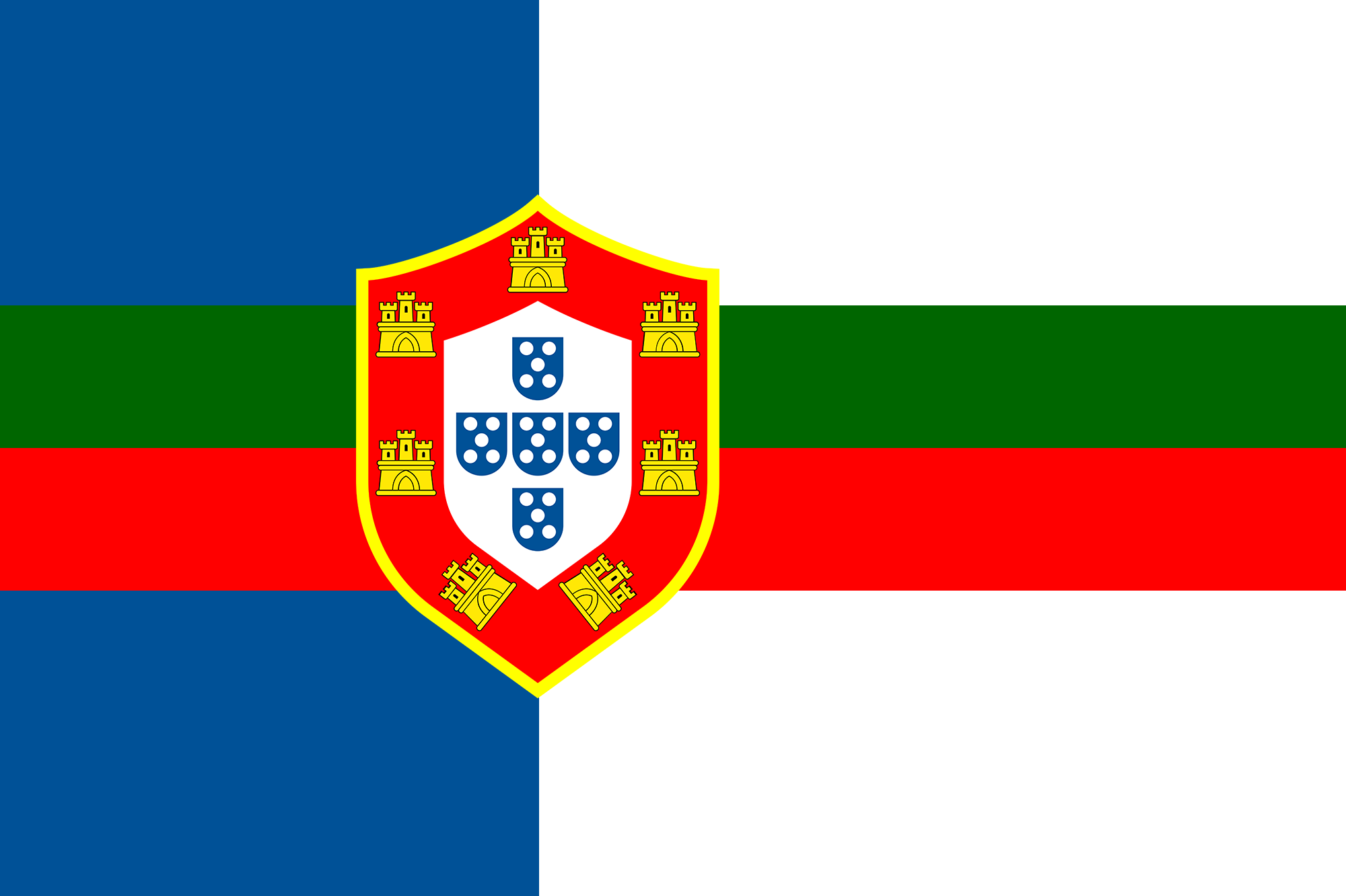
Proposta de J.A.E.S., 1911
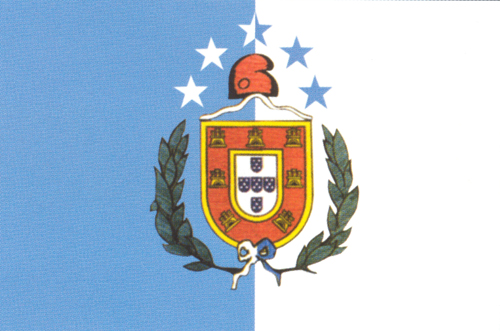
Proposta de Salvio Ratto, 1911
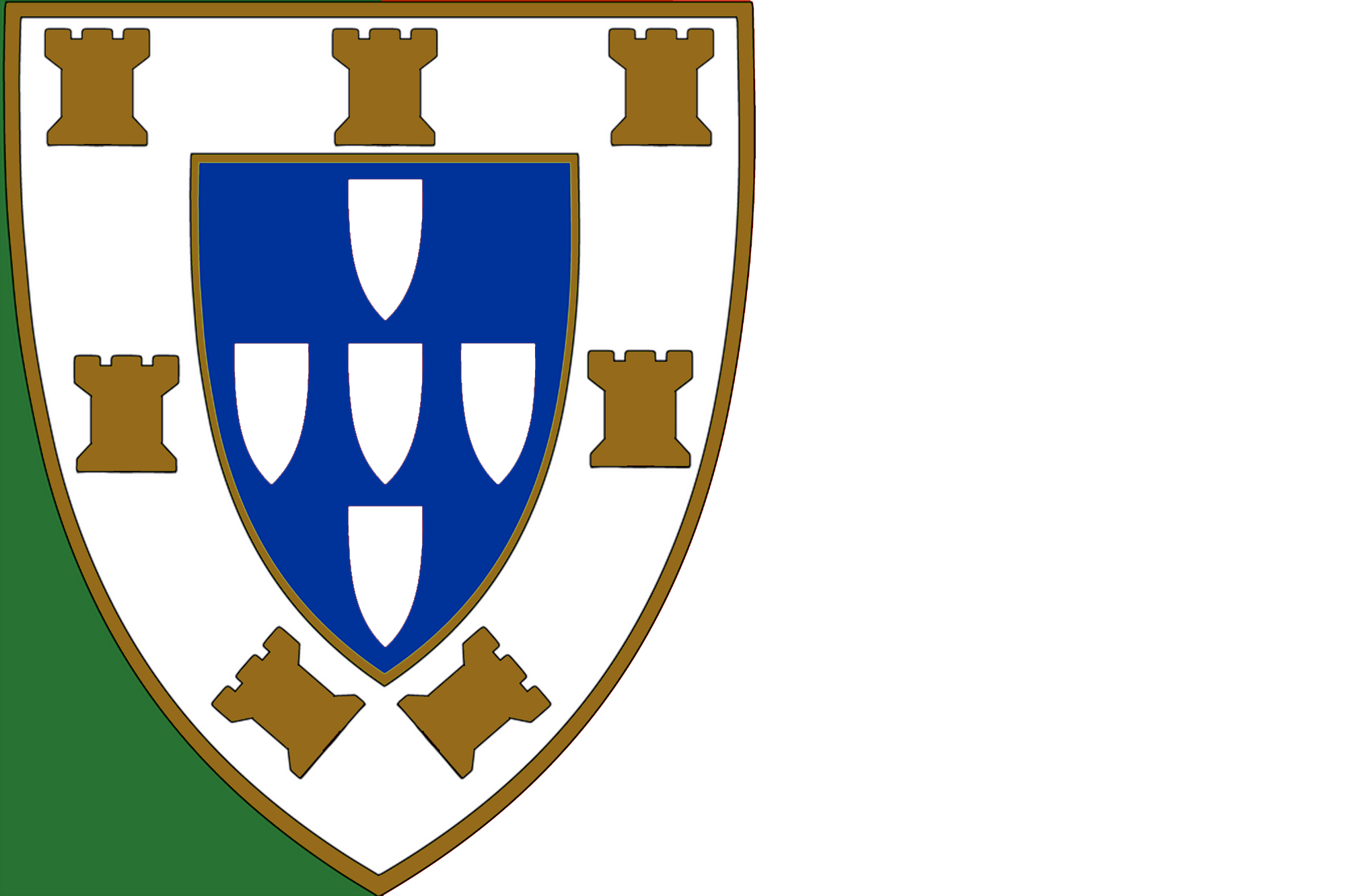
Proposta de autor desconhecido, 1911
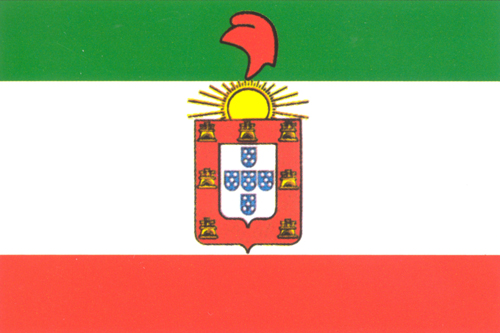
Proposta do Professor do Ensino Livre, 1911
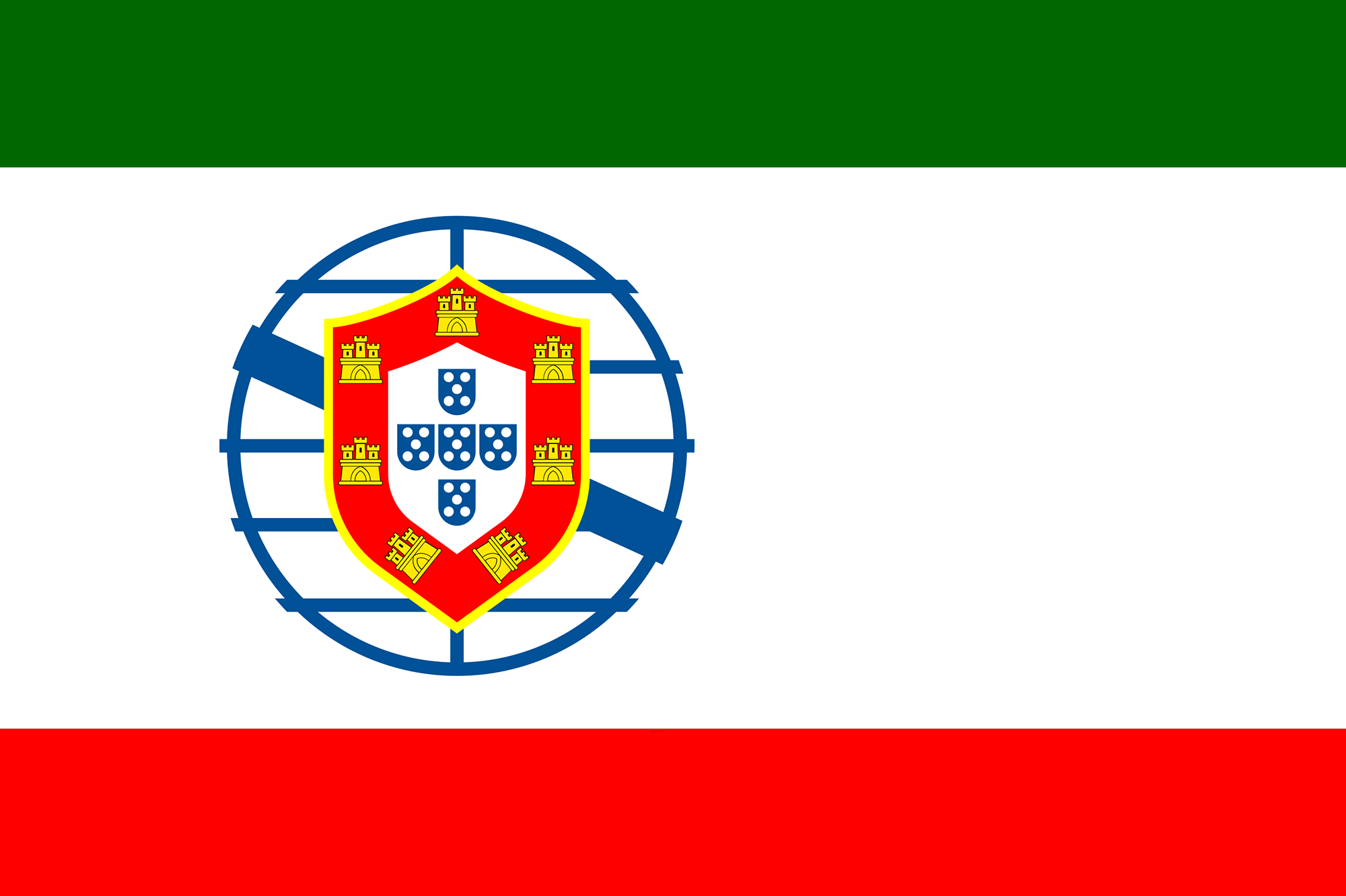
Proposta de autor desconhecido, 1911
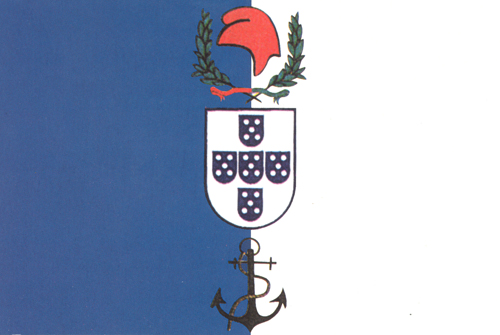
Proposta de Albano Ferreira, 1911
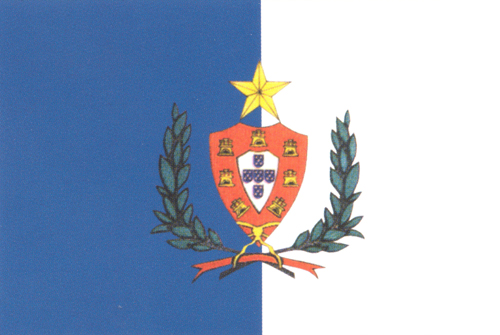
Proposta de Álvaro A. da Silva Foito, 1911
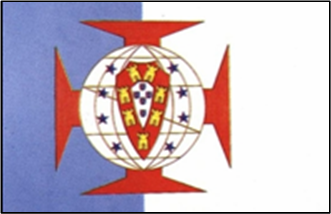
Proposta de António M. de Sousa, 1911
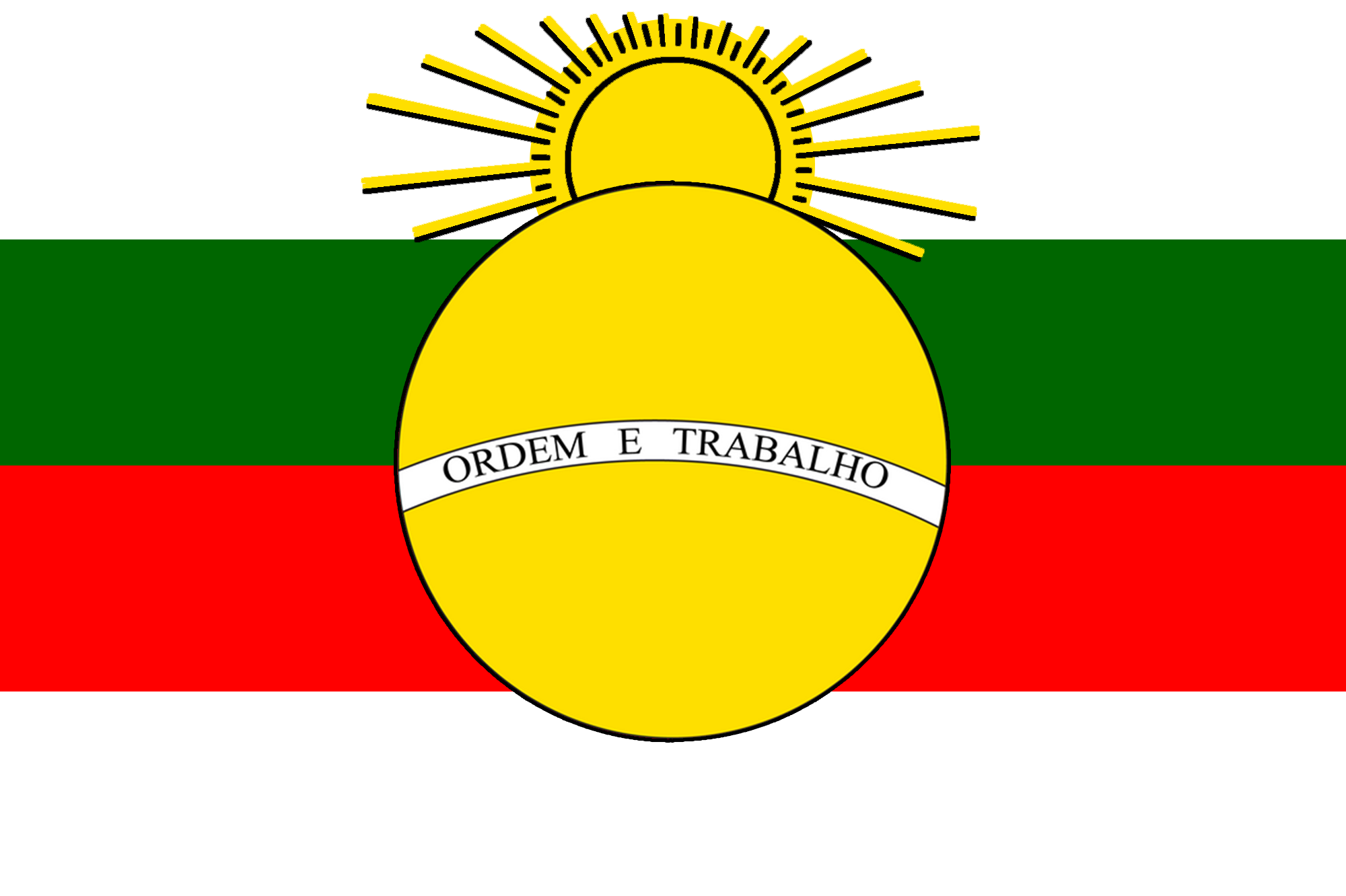
Proposta de Eduardo Álvaro da Silva, 1911
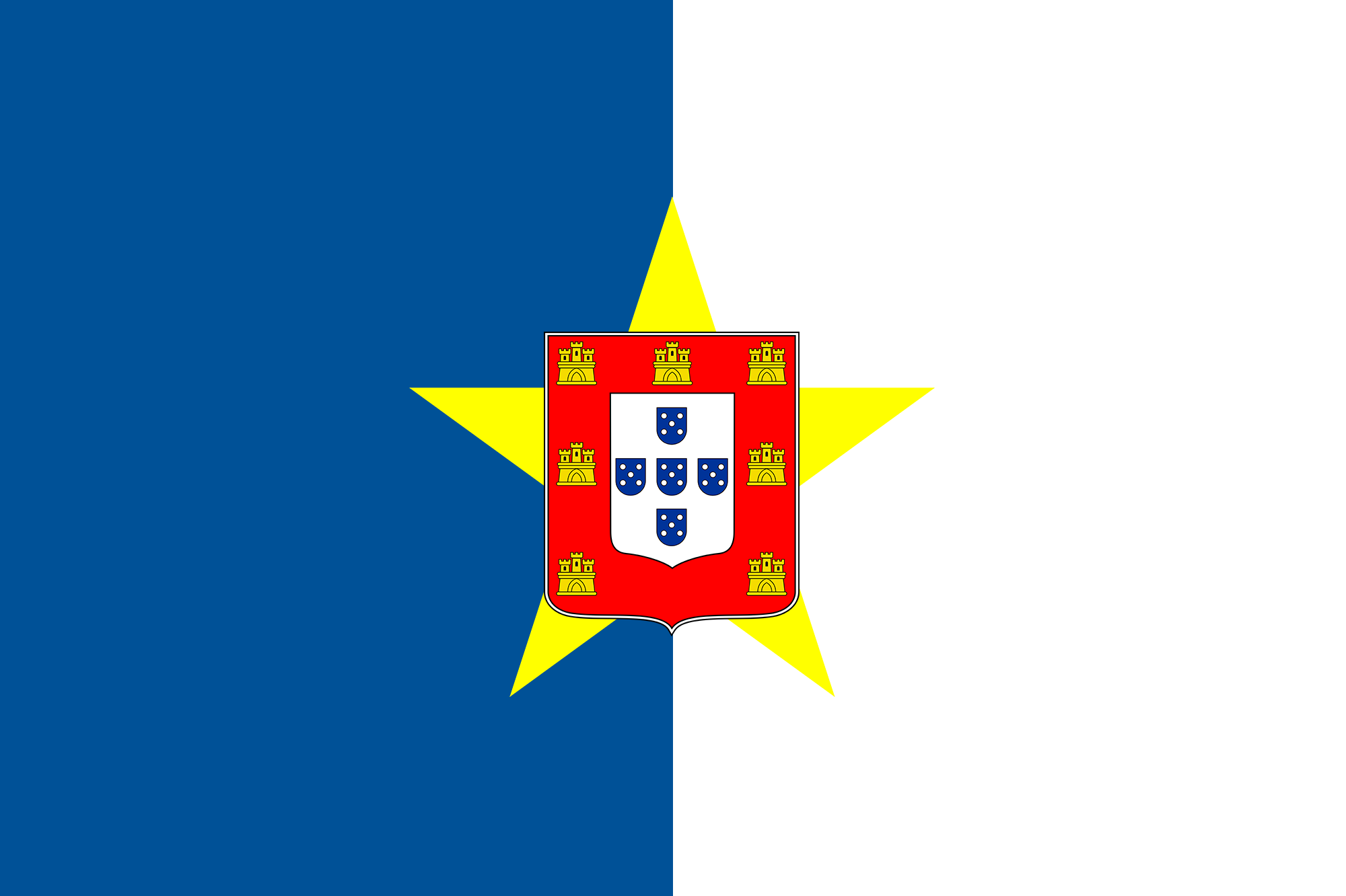
Proposta de António Fernandes Reis, 1911

### Colónias (1932)

Angola
Cabo Verde
Estado Português da Índia
Guiné
Macau
Moçambique
São Tomé e Príncipe
Timor Português

### Províncias ultramarinas (1965)

Angola
Cabo Verde
Estado Português da Índia
Guiné
Macau
Moçambique
São Tomé e Príncipe
Timor Português